# قائمة الاحتجاجات المؤيدة للفلسطينيين في الجامعات في الولايات المتحدة عام 2024
هذه قائمة الاحتجاجات المؤيدة للفلسطينيين في الحرم الجامعي في الولايات المتحدة في عام 2024 منذ تصاعد الاحتجاجات في 17 أبريل، بدءًا من مظاهرات جامعة كولومبيا. حدثت احتجاجات طلابية في 45 ولاية من أصل 50 ومقاطعة كولومبيا، مع إقامة معسكرات أو احتلالات أو إضرابات أو اعتصامات في ما يقرب من 140 حرمًا جامعيًا أمريكيًا اعتبارًا من 6 مايو كما جرت احتجاجات في أكثر من 25 دولة.
انطلقت شرارة المظاهرات في الولايات المتحدة في 22 أبريل، عندما أقدم طلاب في جامعات عديدة على طول الساحل الشرقي للبلاد، ومنها جامعة نيويورك، وجامعة ييل، وكلية إيمرسون، ومعهد ماساتشوستس للتكنولوجيا (MIT)، وجامعة تافتس، على احتلال الحرم الجامعي وتنظيم الاعتصامات والاحتجاجات. وسرعان ما امتدت الحركة الاحتجاجية لتشمل أكثر من 40 حرمًا جامعيًا آخر في جميع أنحاء الولايات المتحدة. وفي 25 أبريل، وقعت موجة أخرى من الاعتقالات الجماعية في كليات مثل كلية إيمرسون، وجامعة جنوب كاليفورنيا، وجامعة تكساس في أوستن.
وواصلت السلطات تنفيذ حملات قمع أسفرت عن اعتقال ما يزيد على 275 شخصا في 27 أبريل في جامعة واشنطن في سانت لويس وجامعة نورث إيسترن وولاية أريزونا وجامعة إنديانا بلومينغتون. وطالت الاعتقالات أساتذة وموظفين جامعيين كانوا ضمن المحتجين في جامعة إيموري، وجامعة واشنطن في سانت لويس. وفي 28 أبريل، نُظمت احتجاجات مضادة في معهد ماساتشوستس للتكنولوجيا، وجامعة بنسلفانيا، وجامعة كاليفورنيا، لوس أنجلوس. وفي 30 أبريل أُلقي القبض على ما يقرب من 300 متظاهر في جامعة كولومبيا وكلية مدينة نيويورك،  كما هاجم المتظاهرون المظاهرات المؤيدة لفلسطين في جامعة كاليفورنيا،  وفي اليوم التالي تم اعتقال أكثر من 200 شخص في جامعة كاليفورنيا. واستمرت موجات الاعتقالات في شهر مايو، لا سيما في معهد شيكاغو للفنون، وجامعة كاليفورنيا في سان دييغو، ومعهد الأزياء للتكنولوجيا في نيويورك.

## خلفية
- جامعة كولومبيا
- جامعة كاليفورنيا (بركلي)
- جامعة هارفارد
- جامعة جورج واشنطن
- جامعة كاليفورنيا (لوس أنجلوس)
- جامعة تكساس في أوستن

ازدادت حدَّة الاحتجاجات المؤيدة للقضية الفلسطينية في الجامعات الأمريكية خلال أبريل عام 2024، وانتشرت في الولايات المتحدة وبعض الدول الأخرى، كجزء من احتجاجات أوسع على الحرب الإسرائيلية على قطاع غزة، وبدأ هذا التصعيد بعد الاعتقالات الجماعية في حرم جامعة كولومبيا، بقيادة الجماعات المناهضة للصهيونية، والتي طالب فيها المتظاهرون بسحب استثمارات الجامعة من إسرائيل بسبب الإبادة الجماعية ضد الشعب الفلسطيني. في الولايات المتحدة، اعتقلت الشرطة أكثر من 2950 متظاهرًا،  بمن فيهم أعضاء هيئة التدريس والأساتذة،  في أكثر من ستين حرمًا جامعيًّا. وفي السابع من مايو امتدت الاحتجاجات إلى جميع أنحاء أوروبا، مع اعتقالات جماعية في هولندا. وبحلول الثاني عشر من مايو أنشئ عشرون مُخيمًا في المملكة المتحدة، وفي جامعات في أستراليا وكندا. وقد أطلق بعض المتظاهرين على هذه الحركة اسم "الانتفاضة الطلابية".
تتنوَّع المطالب المختلفة للاحتجاجات من قطع العلاقات المالية مع إسرائيل، والشفافية بشأن العلاقات المالية، وإنهاء الشراكة مع المؤسسات الإسرائيلية، والعفو عن المتظاهرين. وقد قامت الجامعات بإيقاف الطلاب المتظاهرين وطردهم، وفي بعض الحالات طردتهم من مساكنهم في الحرم الجامعي. واعتمدت بعض الجامعات على الشرطة لتفكيك المخيمات بالقوة وإنهاء احتلال المباني، بينما عقدت جامعات أخرى اتفاقيات مع المتظاهرين لتفكيك المخيمات. وتشمل الجامعات التي قطعت أو أوقفت علاقاتها مع المؤسسات الإسرائيلية، أو الشركات المرتبطة بإسرائيل والأراضي المحتلة، جامعة ولاية بورتلاند،  وكلية ترينيتي في دبلن،  وجامعة هلسنكي،  وجامعة كوبنهاغن،  وجامعة غنت. كما أدت المخيمات إلى إغلاق جامعة كولومبيا،  وجامعة هامبولت،  وجامعة أمستردام؛  والإضرابات المتواصلة التي يقوم بها العاملون الأكاديميون في الجامعات في كاليفورنيا؛ وإلغاء عدد قليل من حفلات التخرج الجامعية في الولايات المتحدة، مع حدوث احتجاجات في احتفالات مختلفة.
أبدت أكثر من مئتي مجموعة مختلفة دعمها للاحتجاجات الجارية في الجامعات،  بالإضافة إلى السيناتور الأمريكي بيرني ساندرز، والعديد من أعضاء الكونجرس، والعديد من النقابات العمالية،  ومئات من موظفي الجامعات في المملكة المتحدة،  والمرشد الأعلى الإيراني علي خامنئي. وقد لاقى رد فعل الشرطة على هذه الاحتجاجات انتقادات من قِبَل العديد من السياسيين الديمقراطيين،  ومنظمات حقوق الإنسان. وقد شارك ما يُقَدَّر بنحو 8% من طلاب الجامعات في هذه الاحتجاجات، والتي ظلت غير عنيفة بنسبة 97% منها. ويؤيد 28-40% من الأمريكيين هذه الاحتجاجات، فيما تعارضها نسبة 42-47% منهم. وقد تمت مقارنة هذه الاحتجاجات بحركة الاحتجاج المناهضة لحرب فيتنام واحتجاجات عام 1968.
أثارت هذه الاحتجاجات مخاوف لدى مؤيدي إسرائيل وبعض الطلاب اليهود بشأن فزاعة معاداة السامية أثناءها أو حولها،  مما دفع بعض القادة للإدانة، بمن فيهم الرئيس الأمريكي جو بايدن،  ورئيس وزراء هولندا مارك روته،  وبالطبع رئيس الوزراء الإسرائيلي بنيامين نتنياهو، ورئيس الوزراء الأسترالي أنتوني ألبانيز، ورئيس الوزراء البريطاني ريشي سوناك. ومع ذلك أكد العديد من الطلاب وأعضاء هيئة التدريس المشاركين في الاحتجاجات، بمن فيهم بعض اليهود، أن هذه الاحتجاجات ليست معادية للسامية.

## قائمة الاحتجاجات
تُشير دراسة أجرتها صحيفة واشنطن الشهرية إلى أنَّ المظاهرات والمخيمات المؤيِّدة للفلسطينيين والمناهضة لإسرائيل أكثر انتشارًا في الجامعات الأمريكية الرّاقية.

### ألاباما

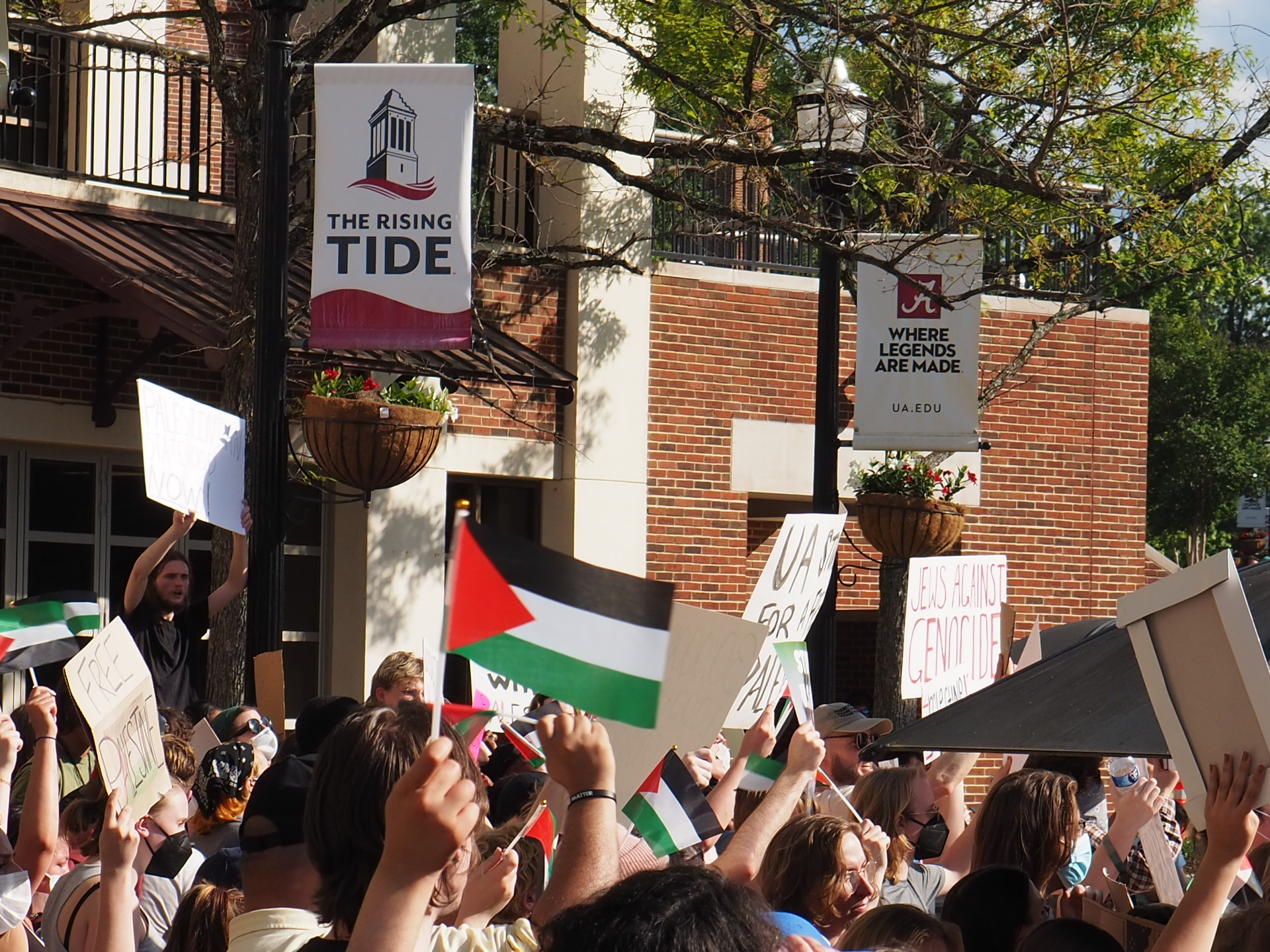
احتجاج مؤيد للفلسطينيين في جامعة ألاباما، 1 مايو 2024.

في جامعة ألاباما، نُظّمت مظاهرة مؤيِّدة للفلسطينيين في الأول من مايو من الساعة 4 إلى 6:30 مساًء في مركز طلاب الجامعة. حضر المظاهرة مئات من المؤيِّدين للفلسطينيين، في حين كان حوالي مائة من المعارضين يحملون الأعلام الإسرائيلية والأمريكية. طالب المتظاهرون المؤيِّدون بقطع العلاقات مع شركة "لوكهيد مارتن"، وإعادة تسمية قاعة "هيوسون"، والكشف عن استثمارات صندوق الهبات التابع للجامعة. وقبل الاحتجاج، حذف موقع "لوكهيد مارتن" الإشارة إلى الجامعة كشريك. وانتهت المظاهرة سلميًّا دون وقوع إصابات.

### أريزونا
في جامعة ولاية أريزونا، اعتقلت شرطة الحرم الجامعي عددًا من المتظاهرين لإنشائهم مخيمات غير مصرَّح بها. وفي 27 أبريل ألقت الشرطة القبض على 69 متظاهرًا. وفي 25 أبريل نُظّم احتجاج آخر في جامعة أريزونا بتوسان، وأُنشئ مخيم في 29 أبريل.
في 30 أبريل أُنشئ مخيم في جامعة أريزونا الشمالية بفلاغستاف، وفي نفس الليلة اعتقلت الشرطة 24 شخصًا وفكَّكت المخيم. وفي 9 مايو استخدمت الشرطة الغاز المسيل للدموع ضد المتظاهرين قبل يوم واحد من حفل التخرُّج.

### أركنساس
في جامعة أركنساس، قام أعضاء منظمة "طلاب من أجل العدالة في فلسطين" بتسليم رسالة إلى إدارة الجامعة يطالبون فيها بالتحرك ردًا على الحرب. وفي الأول من مايو، نُظّم احتجاج في كونوي، حيث تجمَّع حوالي 50-60 شخصًا في كلية هندريكس قبل السير إلى قاعة مدينة كونواي.

### كاليفورنيا
منذ اندلاع الاحتجاجات في حرم جامعة كولومبيا في السابع عشر من أبريل، اتسعت رقعة الاحتجاجات لتشمل العديد من الجامعات الأخرى خلال الأسبوع التالي. شمل ذلك جامعة كال بولي هومبولت،  وجامعة كاليفورنيا في بيركلي،  وجامعة جنوب كاليفورنيا. وفي الخامس والعشرين من أبريل، توسعت نطاق الاعتصامات والاحتجاجات لتشمل جامعة كاليفورنيا،  وجامعة كاليفورنيا في سانتا باربرا،  وجامعة كاليفورنيا في إيرفين،  وستانفورد،  وجامعة ولاية سونوما. وفي التاسع والعشرين من أبريل، أقيمت مخيمات احتجاجية في جامعة سان فرانسيسكو الحكومية، وولاية سكرامنتو، وجامعة كاليفورنيا في ريفرسايد،  وكلية أوكسيدنتال. كما امتدت الاحتجاجات إلى جامعة كاليفورنيا في سان دييغو وجامعة سان فرانسيسكو في الثلاثين من أبريل.
في شهر مايو أعلنت "نقابة عمال السيارات المحلية 4811" عن إضراب ضد نظام جامعة كاليفورنيا، احتجاجًا على ممارسات العمل غير الآمنة وانتهاكات الحقوق المدنية التي يتعرض لها طلاب الدراسات العليا الذين تمثلهم النقابة.

### كولورادو
في الثاني والعشرين من شهر أبريل، نظّمت جامعة ولاية كولورادو فعاليةً بمشاركة السيناتور مايكل بينيت والسناتور السابق كوري غاردنر، وأدارتها رئيسة الجامعة إيمي بارسونز. ونصب متظاهرون مؤيدون للقضية الفلسطينية بمقاطعة هذه الفعالية. وانطلق هؤلاء المتظاهرون من جامعة كولورادو دنفر، وكلية المجتمع في دنفر، وجامعة ولاية متروبوليتان، مُخيمًا في تيفولي كواد في الحرم الجامعي المشترك. وقد أسفرت هذه التحركات عن اعتقال عدد من المتظاهرين من قبل الشرطة. كما شهدت كليات أخرى في كولورادو احتجاجات مماثلة.
وفي التاسع والعشرين من أبريل، نظّمت مسيرات في جامعة ولاية كولورادو وجامعة شمال كولورادو. وفي اليوم التالي شهدت جامعة دنفر وجامعة ولاية كولورادو بويبلو احتجاجات. وفي الأول من شهر مايو نُظم احتجاج في جامعة كولورادو بولدر، كما اعتصام متظاهرون في كلية كولورادو. وفي اليوم التالي أُقيم مخيم في كلية كولورادو. وفي التاسع من مايو، تم إنشاء مخيم في جامعة دنفر.
وفي الخامس عشر من مايو، أصدرت الشرطة بلاغات بتهم التعدي على ممتلكات الغير والتدخل وزعزعة السلام بحق 22 متظاهرًا رفضوا مغادرة المباني في الحرم الجامعي. وبعد يومين أعلن مسؤولو الحرم الجامعي أنه سيتم إغلاق جميع المباني في الساعة السادسة مساًء يوم الجمعة. وفي رد فعل على ذلك، وزّع المتظاهرون خيامهم في جميع أنحاء الحرم الجامعي معلنين أن "هذا الحرم الجامعي بأكمله أصبح الآن مخيمًا".

### كونيتيكت

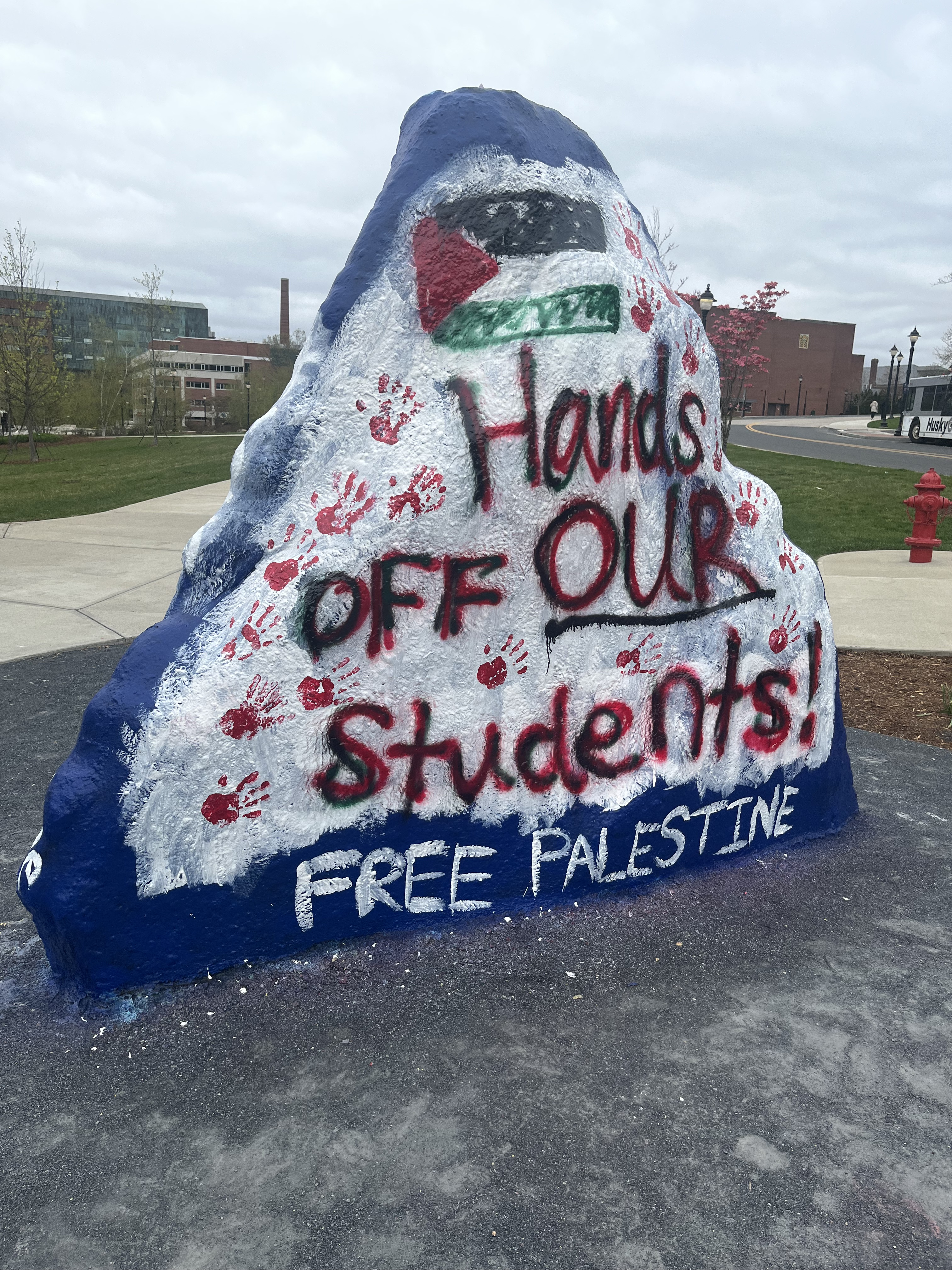
صخرة جامعة كونيتيكت المطلية تعبيرًا عن الاحتجاج على اعتقال المتظاهرين في 30 أبريل

في الثاني عشر من أبريل، وفي جامعة ييل، وقبل أيام من موكب البلدج في الجامعة، إذ كان الطلبة الجدد على وشك زيارة الجامعة، قامت مجموعة من طلبة الدراسات العليا بالإضراب عن الطعام للفت الأنظار إلى استثمارات الجامعة في شركات تصنيع الأسلحة المستفيدة من الحرب في غزة. وفي 15 أبريل حاولت مجموعة منفصلة من المتظاهرين الطلبة، تحت اسم "احتلوا بينكي"، إقامة رف كتب مكتوب عليه "كتب، وليس قنابل" في ساحة بينكي، ولكن دون جدوى، واستمروا في احتلال الساحة طوال النهار لبقية الأسبوع.
وفي التاسع عشر من أبريل، وخلال حفل عشاء لتوديع رئيس الجامعة بيتر سالوفي في مركز شوارزمان المتاخم، أطلقت حركة "احتلوا بينيكي" مخيمًا لمدة ثلاثة أيام في الساحة حتى الثاني والعشرين أبريل عندما قامت الشرطة باعتقال ثمانية وأربعين متظاهرًا بتهمة التعدي على ممتلكات الغير. وادَّعى مسؤولو جامعة ييل أن الاعتقالات كانت بسبب فشل الطلبة في المغادرة بعد تحذيرهم من أن الاحتجاج يشكل "انتهاكًا للسلامة". ونصت رسالة موقعة من 300 عضو في هيئة تدريس في جامعة ييل على أن قرار توجيه التهم إلى الطلاب "يتعارض مع التزام المؤسسة بدعم حرية التجمع والكلام والتعبير".
في 28 أبريل نظم أكثر من ألف متظاهر مؤيد للفلسطينيين "مسيرة من أجل فلسطين الحرة" من نيو هيفن جرين عبر حرم جامعة ييل. وفي اليوم ذاته أقامت مجموعة أخرى من المتظاهرين مخيمًا ثانيًا قصير الأمد في كروس كامبوس، والذي أخلته الشرطة دون اعتقالات في الثلاثين من أبريل.
في 25 أبريل، تم إطلاق مخيم في جامعة كونيتيكت في ستورز. وتم اعتقال شخص واحد. وبعد خمسة أيام اعتقلت شرطة الجامعة العديد من الأشخاص وفككت المخيم. وفي 28 أبريل تم إنشاء مخيم آخر في جامعة ويسليان في ميدلتاون. وفي 29 أبريل كان هناك حوالي مائة شخص في المخيم الذي أطلق عليه اسم "منطقة التحرير". وقال رئيس الجامعة مايكل س. روث إنه لن يستدعي الشرطة طالما بقيت غير عنيفة. وفي الأول من مايو، تم إنشاء مخيم في كلية ترينيتي في هارتفورد. وفي السابع من مايو نُظمت مظاهرة احتجاجية في كلية كونيتيكت.

### مقاطعة كولومبيا

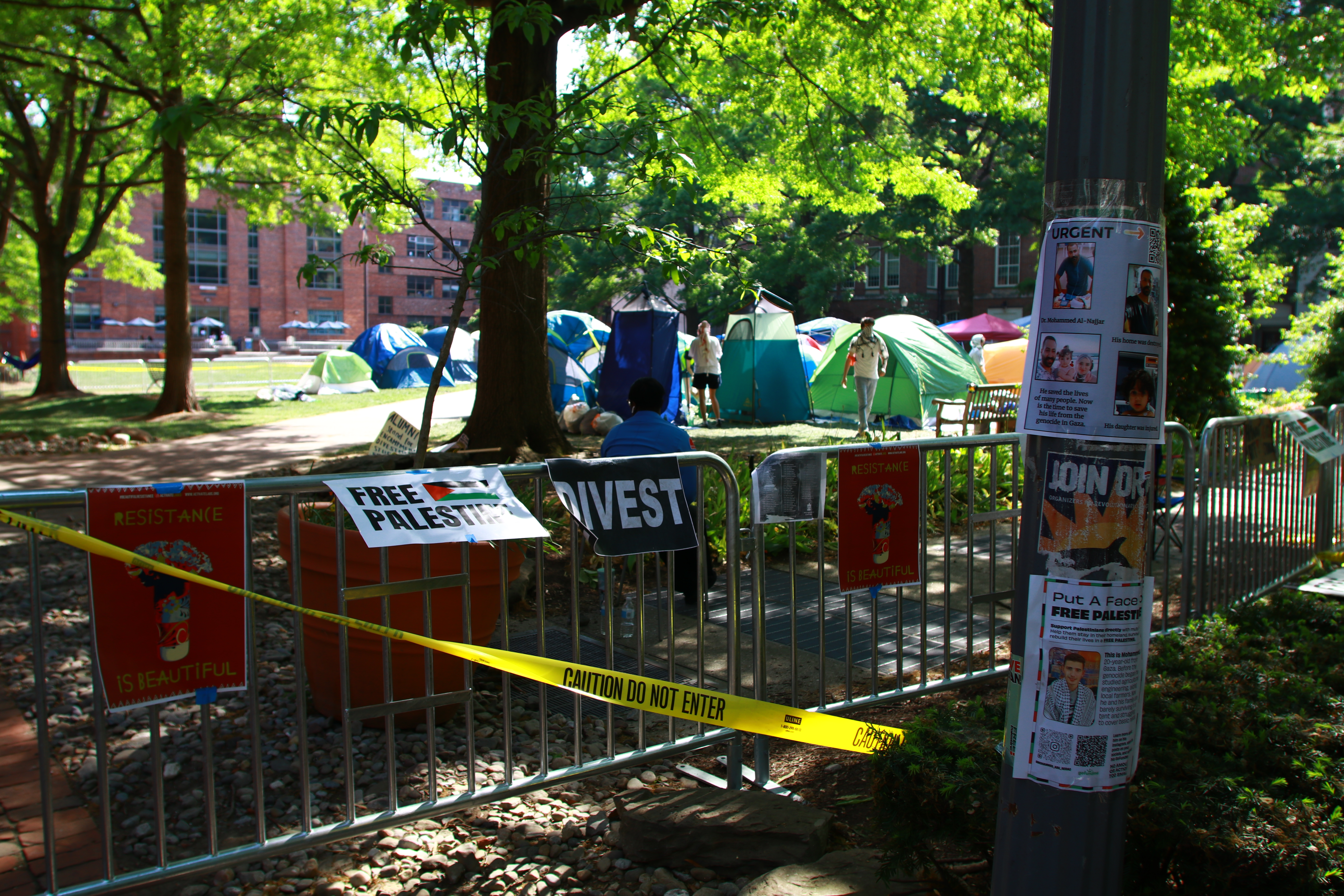
مخيم جامعة جورج واشنطن، 28 أبريل 2024

شهدت الجامعة الأمريكية في العاصمة واشنطن إضرابًا في 23 أبريل 2024. وبعد يومين أنشأ طلاب من جامعتي جورجتاون وجورج واشنطن مخيمًا مشتركًا، رَدًّا على حُكم محكمة العدل الدولية القاضي بأن إسرائيل انتهكت اتفاقية منع الإبادة الجماعية. وفي الساعة الخامسة والنصف صباحًا، قام نحو سبعين طالبًا بإقامة خمسة وعشرين خيمة في ساحة الجامعة. وفي تمام الساعة السادسة صباحًا، وصلت شرطة الحرم الجامعي وأبلغتهم أنه لا يُسْمَح لهم بالتواجد في الحرم إلا ما بين السابعة صباحًا والسابعة مساًء. وبحلول منتصف النهار انضم مائتان من الطلاب إلى مسيرة حاشدة.
وفي الساعة الواحدة بعد الظهر، وصل مئة وخمسون متظاهرًا آخرون إلى المخيم. وانضم إلى المتظاهرون طلاب من جامعة هوارد، وجامعة جورج ماسون، وجامعة ميريلاند في مقاطعة بالتيمور، وجامعة غالوديت. ونقلت صحيفة "واشنطن بوست" أن إدارة شرطة العاصمة رفضت طلبًا من مسؤولي جامعة جورج واشنطن بتاريخ 26 أبريل للسماح بتفريق المتظاهرين. وبحلول 28 أبريل امتد المخيم إلى الشوارع المحيطة بساحة الجامعة. وفي الثامن من مايو، فرقت الشرطة المخيم مُستخدمة رذاذ الفلفل، وألقت القبض على ثلاثة وثلاثين شخصًا.

### فلوريدا

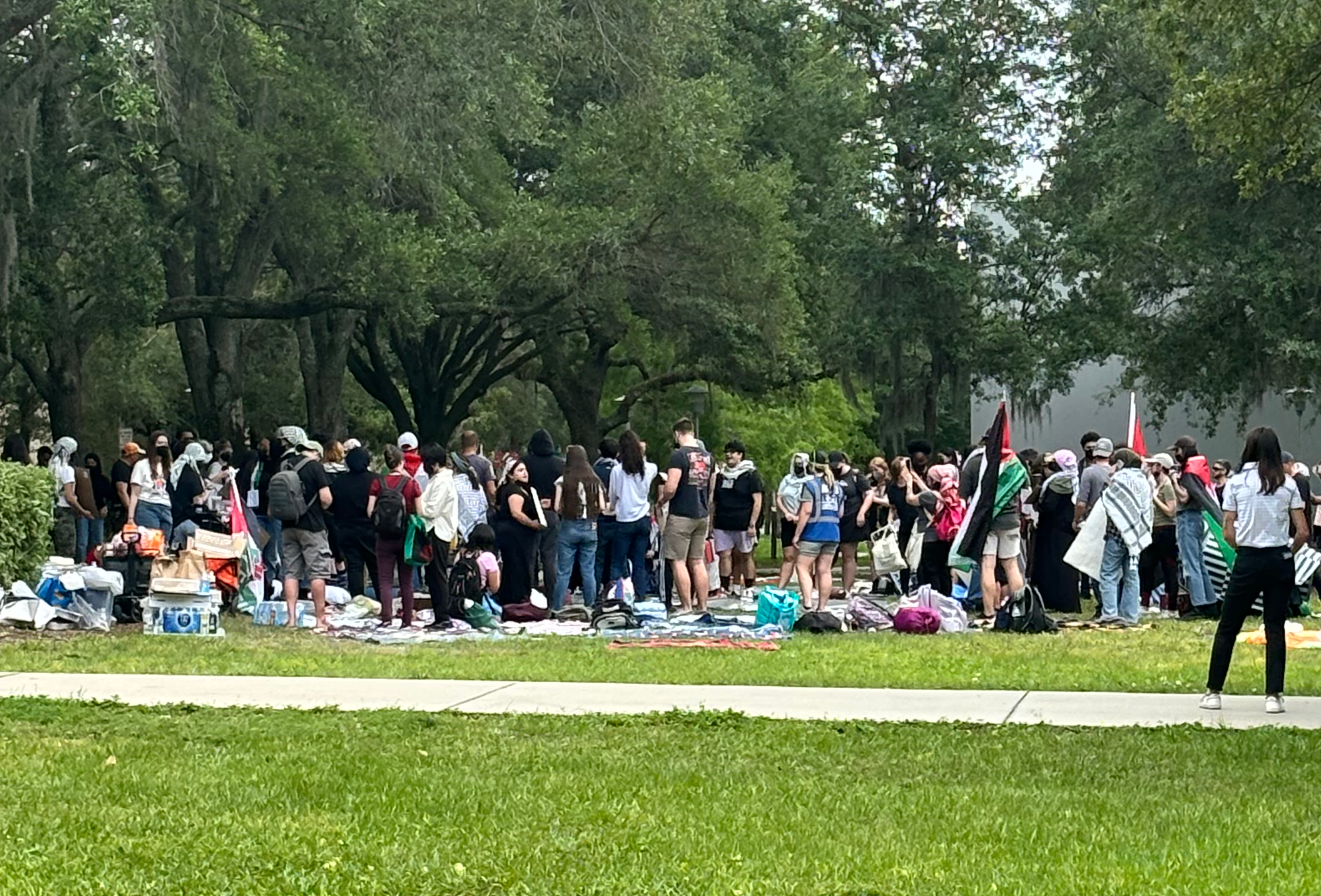
متظاهرين مؤيدين للفلسطينيين في جامعة جنوب فلوريدا في 30 أبريل 2024

في 24 أبريل نظّمت مجموعة تُعرف باسم "ائتلاف سحب الاستثمارات بجامعة فلوريدا" مظاهرة احتجاجية في ساحة الأمريكتين في جامعة فلوريدا الواقعة في مدينة غينزفيل. وفي 29 أبريل اعتقلت الشرطة تسعة أشخاص خلال مظاهرة أخرى. وقد جرى تنظيم احتجاج آخر في جامعة سنترال فلوريدا الكائنة في مدينة أورلاندو يوم السادس والعشرين من أبريل. وفي اليوم الخامس والعشرين من أبريل، تم إنشاء مخيم في منطقة لانديس جرين بجامعة ولاية فلوريدا في تالاهاسي، إلا أنه لم يستمر سوى بضع دقائق قبل أن تقوم شرطة الجامعة بتفريقه. وفي 30 أبريل اعتقلت الشرطة خمسة متظاهرين في مخيم آخر داخل حرم جامعة ولاية فلوريدا.
وفي مدينة تامبا، اعتقلت الشرطة ثلاثة أشخاص أثناء مظاهرة ومخيم بجامعة جنوب فلوريدا في 29 أبريل. وفي اليوم التالي اعتقلت الشرطة أيضًا عشرة أشخاص بعد مشاجرة جسدية مع المتظاهرين، حيث استخدم ضباط الشرطة الغاز المسيل للدموع ضد المتظاهرين.
كما تم إنشاء مخيم بتنظيم من "طلاب من أجل مجتمع ديمقراطي" في جامعة شمال فلوريدا الكائنة في مدينة جاكسونفيل في 30 أبريل. وفي وقت متأخر من الثاني من مايو، قامت شرطة الجامعة باعتقال ستة عشر متظاهرًا، بينهم ثمانية طلاب، واتهمتهم بالاعتداء على ممتلكات الغير.
في 15 مايو نُظِّمَت وقفة احتجاجية في جامعة فلوريدا أتلانتيك. وفي ذات اليوم نُظم احتجاج آخر في جامعة فلوريدا الدولية. وفي 17 مايو هتف المتظاهرون خلال حفل تخرج كلية فلوريدا الجديدة "فلسطين حرة" وأبدوا استهجانهم للمتحدث في الحفل، وهو الملياردير جو ريكيتس. وأفادت المدرسة أنها قدمت خمس شكاوى بشأن مخالفات سلوكية ضد خريجيها.

### جورجيا
في 24 أبريل نظّم طلاب معهد جورجيا للتكنولوجيا مسيرة مؤيدة لفلسطين. وفي اليوم التالي، شارك طلاب جامعة ولاية كينيساو في إضراب. وفي الأول من مايو نُظِّم إضراب ثان بمشاركة نحو مائة طالب من كلية سافانا للفنون والتصميم.
في صباح الخامس والعشرين من أبريل اعتقلت الشرطة متظاهرين في مخيم أقيم في جامعة إيموري. وكان الطلاب قد أقاموا المخيم في ذلك الصباح تضامنًا مع شعب غزة وكذلك احتجاجًا على كوب سيتي (مركز أتلانتا للتدريب على السلامة العامة). وبدأت دوريات من شرطة ولاية جورجيا وشرطة أتلانتا وشرطة الجامعة بتفريق المخيم بعد ثلاث ساعات من إنشائه، مستخدمين مسدسات الصعق الكهربائي على الطلاب المقيدين والغاز المسيل للدموع لاعتقال ما لا يقل عن عشرين طالبًا. وكانت كارولين فوهلين رئيسة قسم الفلسفة في جامعة إيموري من بين المعتقلين.
أثارت شرطة إيموري جدلًا بعد استخدامها مسدس صاعقة على متظاهر مقيد، بينما دافع نائب رئيس السلامة العامة عن استخدام "المهيجات الكيميائية" للسيطرة على الحشود، بينما وقف أعضاء هيئة التدريس لاحقًا بين الشرطة والطلاب لمنع المزيد من التصعيد.
اعتقلت الشرطة ستة عشر شخصًا في مخيم بجامعة جورجيا في التاسع والعشرين من أبريل،  وفي الأول من مايو وما تلاه نُظِّمت احتجاجات في جامعات ميرسر وجورجيا الجنوبية، وجامعة ولاية جورجيا،  كما تظاهر المحتجون في كلية مورهاوس في الثامن من مايو ضد الرئيس بايدن ردًا على خطابه المقرر في حفل التخرج في الجامعة.

### إلينوي
في 22 أبريل، نظّم طلاب جامعة لويولا في شيكاغو احتجاجًا. وفي 30 أبريل تمّ تنظيم احتجاج في جامعة شمال إلينوي. واحتشد المئات من طلاب جامعة إلينوي في إربانا-شامبين في 24 أبريل لمطالبة الجامعة بسحب استثماراتها من شركة بلاك روك . وفي 26 أبريل، أعلنت جامعة إلينوي أن أمام المتظاهرين 30 دقيقة لإزالة خيامهم، وبعد 45 دقيقة تم القبض على شخص لم يكن طالبًا لتدخله في محاولة موظفي الجامعة إزالة الخيام.
وفي 25 أبريل، أقام طلاب جامعة نورث وسترن مخيمًا في الحرم الجنوبي لجامعتهم في إيفانستون. وازداد عدد المخيمين إلى أكثر من ألف طالب بحلول مساء الخميس. ردًا على الاحتجاجات أضافت الجامعة بنداً مؤقتاً لمدونة سلوك الطلاب يحظر نصب الخيام في الحرم الجامعي. وفي 26 أبريل نظّم طلاب من جامعة شيكاغو وكلية معهد شيكاغو للفنون وكلية كولومبيا في شيكاغو وجامعة روزفلت مسيرة احتجاجية ودعوا الجامعات إلى قطع العلاقات مع إسرائيل. وبعد ثلاثة أيام، أقام الطلاب مخيمًا في حرم جامعة شيكاغو. وفي 7 مايو قامت الشرطة بتفريق مخيم جامعة شيكاغو.
وفي 29 أبريل، توصلت جامعة نورث وسترن إلى اتفاق مع المتظاهرين، يتم بموجبه تفكيك معظم الخيام مقابل إعادة تشكيل لجنة استشارية لمسؤولية الاستثمار وزيادة جهود الشمولية في الحرم الجامعي. وفي 30 أبريل تم إنشاء مخيم في جامعة دي بول . وفي الأول من مايو، تم إنشاء مخيم في جامعة ولاية إلينوي. وبعد يومين اعتقلت الشرطة سبعة متظاهرين في مبنى إداري. كما تم إنشاء مخيم صغير في جامعة جنوب إلينوي كاربوندال في الأول من مايو.
وبعد ثلاثة أيام من ذلك، نُظم احتجاج في جامعة جنوب إلينوي إدواردزفيل رداً على إصابة أستاذ على يد الشرطة في جامعة واشنطن. واعتقلت الشرطة عشرات الأشخاص في مدرسة معهد شيكاغو للفنون في 4 مايو بينما أقام المتظاهرون مخيمًا هناك. وفي 16 مايو قامت الشرطة بتفكيك المخيم في ديبول. وصرّح رئيس جامعة ديبول روبرت مانويل بأن "الاستجابات للمخيم خلقت عن غير قصد مشكلات تتعلق بالسلامة العامة مما يعرض مجتمعنا للخطر"، ولم يكن شاغلو المخيم مسؤولين عن صرف هذه الأموال.

### إنديانا

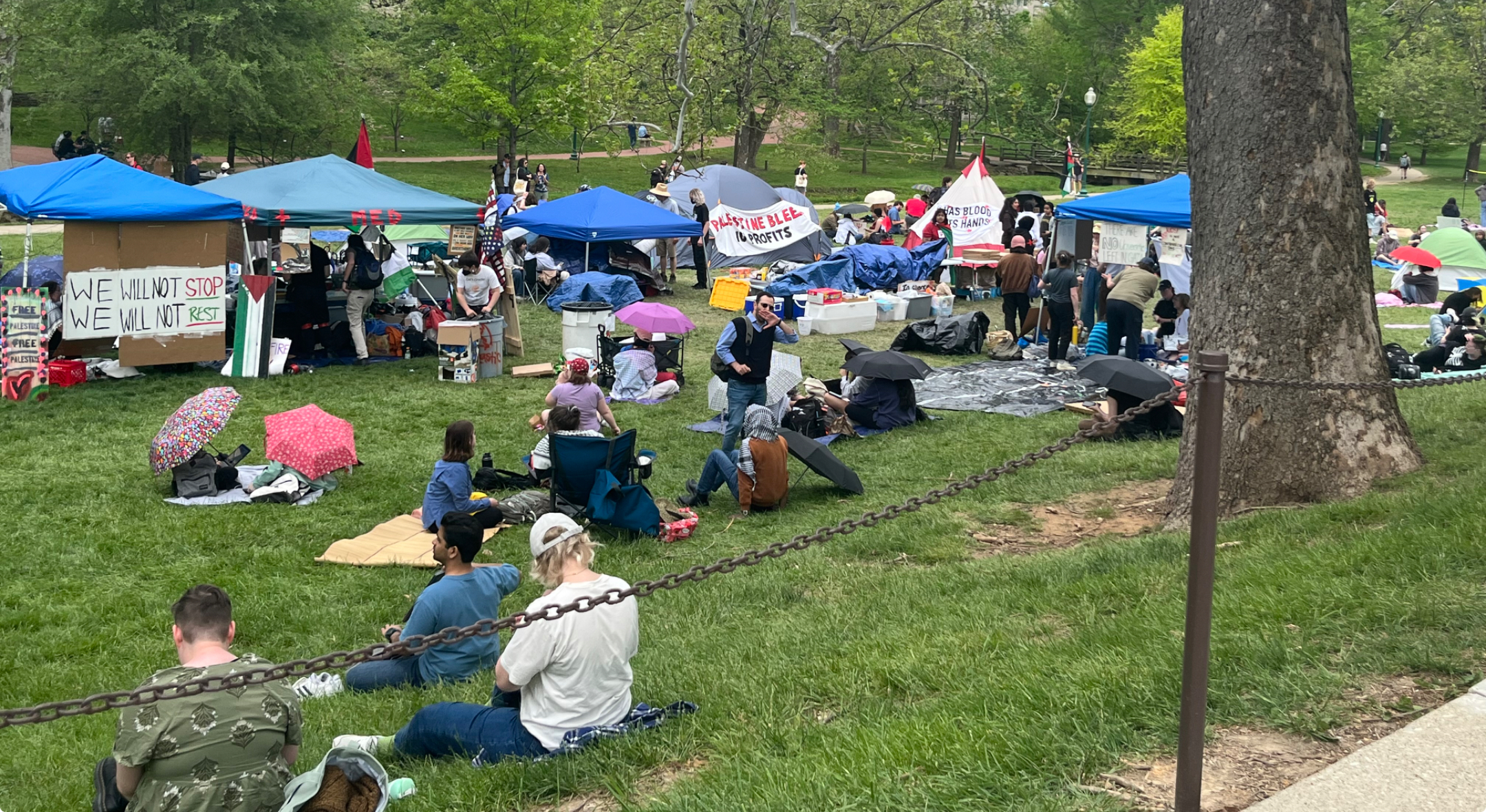
مخيم في جامعة إنديانا بلومنجتون في 29 أبريل

في 19 أبريل، سار متظاهرون في جامعة إنديانا - جامعة بيردو إنديانابوليس على نصب مونومنت سيركل ردًا على تعامل الحكومة مع الحرب. وفي 26 أبريل أقام المحتجون مخيمًا. وفي 25 أبريل، كان السيناتور الأمريكي تود يونغ يُجري مقابلةً مع رئيس جامعة بيردو، مونغ تشيانغ، في الحرم الجامعي عندما قاطع الحدث متظاهرون. وسرعان ما أقام منظمو "طلاب من أجل العدالة في فلسطين" و"الشباب الديمقراطيون الاشتراكيون في أمريكا" اعتصامًا. وادعى رئيس شرطة بوردو أن الطلاب غير مسموح لهم بنصب الخيام، لكن متحدثًا باسم الجامعة صرح في وقت لاحق بأنه يُسمح للطلاب بنصب الخيام.
وفي جامعة إنديانا، اعتقلت الشرطة 33 متظاهرًا بعد إقامة اعتصام في حديقة دان ميدو. وقدم "تحالف سحب الاستثمارات من جامعة إنديانا" مطالب منها استقالة رئيس الجامعة، وعميد الكلية ونائبه، وإنهاء تعاون المؤسسة مع قسم كرين التابع لمركز حرب سطح البحرية، وهو منشأةٌ بحريةٌ قريبةٌ من بلومنغتون، وقطع العلاقات المالية مع إسرائيل. ويرى البعض أن المطالب الأخيرة انتهاكًا لقانون الولاية يقضي بإدراج الشركات التي تلتزم بحركة المقاطعة وسحب الاستثمارات والعقوبات (BDS) في القائمة السوداء.
وفي 25 و26 و27 أبريل، تمركز قناصٌ من شرطة ولاية إنديانا على سطح مبنى إنديانا ميموريال يونيون، مُطلًا على المخيم في حديقة دان ميدو، وانتشرت صورٌ له على وسائل التواصل الاجتماعي. وتم اعتقال 23 طالبًا وأستاذًا آخرين في 27 أبريل، من بينهم أحد المنظمين، الذي مُنع من دخول الحرم الجامعي لمدة خمس سنوات.
وفي 26 أبريل، نظم طلابٌ في جامعة نوتر دام مسيرةً تدعو إلى سحب الاستثمارات من شركات تصنيع الأسلحة. واعتقلت الشرطة 17 شخصًا خلال اعتصامٍ في نوتر دام في 2 مايو. ونُظم احتجاجٌ في جامعة جنوب إنديانا في 30 أبريل. ونُظم احتجاجٌ آخر في جامعة بول الحكومية في الأول من مايو.

### ايوا
نُظم احتجاجٌ في جامعة ولاية آيوا في الأول من مايو. وبدأ احتجاجٌ مُخططٌ له لمدة ثلاثة أيامٍ في جامعة آيوا في 3 مايو. وقال منظمو الاحتجاج إنهم لا يُخططون لإقامة مُخيم. وبعد ثلاثة أيام، تم تشكيل مُخيم فقامت الشرطة بإزالته في وقتٍ لاحقٍ من اليوم.

### كانساس
تظاهر حوالي أربعين شخصًا خارج مركز طلاب جامعة ويتشيتا الحكومية في 26 أبريل، داعين إلى وقف إطلاق النار في غزة. وأُقيم مُخيمٌ خارج قاعة فريزر في جامعة كانساس في الأول من مايو. وفي اليوم نفسه نُظم احتجاجٌ في جامعة ولاية كانساس. وفي 8 مايو قامت الشرطة بفض المخيم، وقبضت على أحد المُحتجين، الذي لم يكُن طالبًا، لرفضه مُغادرة خيمته.

### كنتاكي
في مساء الأول من مايو، نظم مُحتجون مُظاهرةً أمام مكتبة جامعة كنتاكي في ليكسينغتون . ونُظمت مسيرةٌ احتجاجيةٌ في جامعة لويفيل في 15 مايو.

### لويزيانا
نُظم إضرابٌ في جامعتَي تولين ولويولا في نيو أورلينز في 26 أبريل. وتم إغلاق شارع سانت تشارلز بسبب المسيرة. وطالب الطلاب كلتا الجامعتين بسحب الاستثمارات من الشركات التي تُحقق أرباحًا من حرب إسرائيل. كما نُظم احتجاجٌ مُؤيدٌ للفلسطينيين خارج نقابة طلاب جامعة ولاية لويزيانا. وفي اليوم التالي تم القبض على 10 أشخاصٍ في احتجاجٍ شارك فيه طلابٌ من جامعتَي لويولا وتولين، حيث أُصيب أربعة ضباطٍ، وفقًا لشرطة نيو أورلينز، أثناء فضهم احتجاجًا في ساحة جاكسون.

### مين
شارك نحو 30 شخص في مسيرةً نظمتها مجموعة "طلاب مين من أجل فلسطين" في جامعة جنوب مين في بورتلاند. وفي 28 أبريل نُظم احتجاجٌ في جامعة مين. وفي اليوم التالي، نُظم احتجاجٌ في جامعة مين في فارمنغتون. وفي 30 أبريل أقام حوالي 75 طالبًا مخيمًا في كلية الأطلسي في بار هربور. وفي 6 مايو أقيمت وقفة احتجاجية في كلية كولبي .

### ميريلاند
نظمت مجموعة "طلابٍ من أجل العدالة في فلسطين" اعتصامٌ في جامعة ميريلاند في كوليج بارك في 23 أبريل. وقامت المجموعة بوضع أعلامٍ فلسطينيةٍ في ساحة هورنبايك. كما نُظم احتجاجٌ في جامعة توسون في 23 أبريل أيضًا. وأُقيم مخيمٌ في كلية غوتشر.
ونظم طلابٌ مسيرةً في حرم جامعة جونز هوبكينز في 24 أبريل. ونظم أكثر من 100 مُتظاهرٍ مسيرةً في 29 أبريل بتنظيمٍ من "ائتلاف جونز هوبكنز من أجل العدالة"، وأقاموا مخيمًا في الحرم الجامعي في وقتٍ لاحق. وفي اليوم التالي أعلنت جامعة جونز هوبكينز التوصل إلى اتفاقٍ مع المُحتجين للاحتجاج فقط من الساعة 10 صباحًا حتى 8 مساًء، وإزالة المخيم. وذكرت التقارير الأولية أن المخيم قد تم تفكيكه، لكن المُحتجين أصدروا بيانًا قالوا فيه إنهم "أعادوا التجمع ووضع استراتيجيةٍ جديدة"، وبقي المخيم قائمًا، حيث قال المُحتجون إنه لم يتم التوصل إلى أي اتفاق.
حددت جامعة جونز هوبكينز موعدًا نهائيًا ليُوقع الطلاب على استمارةٍ ويُغادروا المخيم طواعيةً ولا يتخذوا أي إجراءاتٍ مُعطلةٍ أخرى، مُقابل عدم اتخاذ أي إجراءاتٍ تأديبيةٍ بحقهم، مع تحذير أولئك الذين بقوا بأنهم سيُواجِهون إجراءاتٍ تأديبية. ولم يتم فض المخيمِ على الرغم من هذا الموعد النهائي.

### ماساتشوستس
في 19 أبريل، احتج طلابٌ في جامعة بوسطن تضامنًا مع طلاب جامعة كولومبيا. وبعد يومين نُظم احتجاجٌ مُؤيدٌ للفلسطينيين في كلية سميث .
وفي 24 أبريل 2024، أقام طلابٌ مخيمًا في جامعة هارفارد في ساحة هارفارد. ونظمت المخيم مجموعة "هارفارد خارج فلسطين المُحتلة"، وهو ائتلافٌ من عدة مجموعاتٍ مُؤيدةٍ للفلسطينيين، تُطالب جامعة هارفارد بالكشف عن استثماراتِها في إسرائيل وسحبِها. وأدت الاحتجاجات إلى تغيير مواقع الامتحانات النهائية. وخلال الاحتجاجات، قام الطلاب "بِقَلب المقلوبة، وإقاموا الصلاة، ورقصوا الدبكة، وتناولوا العشاء"، وأكد المُحتجون، الذين انضم إليهم بعض أعضاء هيئة التدريس،  على الطابع السلمي للمُظاهرة،  وهو ما أكده أيضًا رئيس شرطة هارفارد. وخلال فترة المخيم، تم تقييد الدخول إلى ساحة هارفارد على حاملي بطاقات هوية هارفارد. واعتبرت جامعة هارفارد أن المُظاهرة "انتهاكٌ مُباشر" لسياستها.
واحتج طلابٌ في معهد ماساتشوستس للتقانة وطالبوا الجامعة بقطع علاقات البحث مع الجيش الإسرائيلي. كما ظهر اعتصامٌ تضامنيٌ بما لا يقل عن عشرة خيامٍ في جامعة تافتس.
وفي مساء يوم 21 أبريل 2024، أقام طلابٌ في كلية إمرسون مخيمًا في زقاق بويلستون بليس تضامنًا مع المُعتقلين في احتجاجاتٍ مُماثلة. ودعا الطلاب كلية إمرسون إلى التخلي عن أي ارتباطاتٍ لها ذات صلة بالصهيونية. وخلال ليلة 24 أبريل، اعتقلت الشرطة حوالي 108 شخص في الاحتجاج، حيث أظهرت مقاطع فيديو ضباطًا يتحركون بالقوة عبر الحشد ويُلقُون المُحتجين على الأرض، والذين تكاتفوا واستخدموا المظلات لمُقاومة الشرطة. وبحسب ما ورد، أُصيب أربعة ضباطٍ بجروحٍ غير مُهددةٍ للحياة. وقال مسؤولو المدرسة إنه تم تحذير المُحتجين للمُغادرة مُسبقًا لأن الزقاق ليس مملوكًا للمدرسة وحدها، وإن سلطات المدينة هددت بالتدخل. وقالت عمدة بوسطن، ميشيل وو، إنها أمرت الشرطة بإزالة اعتصام إمرسون لأسبابٍ تتعلق بالسلامة العامة.
في 25 أبريل، أحاط طلابٌ في جامعة نورث إيسترن في بوسطن باعتصامهم في ساحة سينتينيال كومنز بالجامعة وهتفوا مع اقتراب الشرطة. وغادرت الشرطة المكان بعد ذلك بوقتٍ قصير. وانضم طلابٌ من كلية باركلي للموسيقى إلى اعتصام نورث إيسترن.
في 27 أبريل، اعتقلت الشرطة أكثر من 100 مُحتجٍ مُؤيدٍ للفلسطينيين في الجامعة. وزعم مسؤولو المدرسة أن مُظاهرة الطلاب تسلل إليها غرباء وهتفوا بشعاراتٍ مُعاديةٍ للسامية مثل "اقتلوا اليهود". وأظهر مقطع فيديو مُتداولٌ على وسائل التواصل الاجتماعي في وقتٍ لاحقٍ أن مُحتجًا مُعارضًا كان يحمل علم إسرائيل حاول استفزاز رد فعلٍ من خلال الهتاف بعبارة "اقتلوا اليهود".
ونُظم احتجاجٌ في كلية بوسطن في 26 أبريل. وخلال الاحتجاج قرأ أحد المُنظمين رسالةً كتبها طالبٌ في كلية بوسطن اعتقلته الشرطة في وقت سابق ومُنع من دخول حرم كلية بوسطن.
احتج مُتظاهرون في جامعة ماساتشوستس في أمهرست على تنصيب "خافيير رييس" رئيسًا للجامعة، داعين إياه إلى قطع العلاقات مع الجماعات العسكرية وإسقاط التهم عن الأشخاص الذين اتُهِموا خلال احتجاجاتٍ سابقةٍ في الجامعة. وبعد ثلاثة أيام أُقيم اعتصامٌ في الحرم الجامعي. وتم تفكيك الاعتصام في اليوم التالي. ثم أُقيم اعتصامٌ آخر في 7 مايو واعتقلت الشرطة 109 أشخاصٍ في الموقع.
نُظم إضرابٌ واحتجاجٌ في جامعة سيمونز في الأول من مايو. وأُقيم اعتصامٌ في كلية ويليامز في اليوم نفسه، ونُظم احتجاجٌ في كلية ماساتشوستس للفنون الحرة القريبة. وفي 3 مايو نُظمت مسيرةٌ مُؤيدةٌ للفلسطينيين في جامعة ولاية ووستر.
في 6 مايو انسحب طلابٌ من خمس مدارسٍ ثانويةٍ على الأقل، وربما يصل العدد إلى اثنتي عشرة مدرسةً، في منطقتَي بوسطن وكامبريدج تضامنًا مع الاعتصامات، والتقوا في حديقة بوسطن كومون، ثم ساروا إلى الاعتصام في حديقة كريجي في معهد ماساتشوستس للتكنولوجيا. وفي 7 مايو أعطت رئيسة معهد ماساتشوستس للتكنولوجيا، سالي كورنبلوث، الطلاب مهلةً لإخلاء الاعتصام بحلول الساعة 2:30 ظهرًا. ومع بقاء عددٍ قليلٍ من المُحتجين بحلول الساعة 4 مساًء، بدأت شرطة كامبريدج في تفكيك الاعتصام. وبحلول الساعة 5:30، قام مئات الطلاب بإسقاط الحواجز والتجمع حول الاعتصام. وفي الوقت نفسه، أرسلت كورنبلوث بريدًا إلكترونيًا تُعلن فيه عن إيقاف المُحتجين بشكلٍ مؤقت.
في الساعات الأولى من صباح يوم 10 مايو، قامت الشرطة المُزودة بمُعدات مكافحة الشغب بفض الاعتصام في معهد ماساتشوستس للتكنولوجيا واعتقلت 10 أشخاصٍ على الأقل. وقد وصلت الشرطة في الساعة 4 صباحًا وأعطت الطلاب خمس عشرة دقيقةً للمُغادرة. وكان قد اعتقلت الشرطة تسعةٍ في اليوم السابق.
في 14 مايو، توصل المُحتجون في هارفارد إلى اتفاقٍ لإنهاء الاعتصام في الحرم الجامعي. ووافقت الجامعة على إعادة 20 طالبًا مُوقفًا، والتساهل مع 60 آخرين، وبدء مُناقشاتٍ حول سحب الاستثمارات مع أعضاء مجموعة "هارفارد خارج فلسطين المُحتلة"، وإجراء مُحادثاتٍ حول إنشاء "مركز الدراسات الفلسطينية في جامعة هارفارد".
في 15 مايو، رفعت نقابة طلاب الدراسات العليا بجامعة هارفارد التابعة لاتحاد عمال صناعة السيارات دعوى قضائيةً ضد جامعة هارفارد، متهمةً إياها بالمُراقبة والانتقام من العمل الجماعي المُتعلق بالعمل، وحرمان الموظفين من التمثيل النقابي في جلسات الاستماع التأديبية، وتغيير السياسات المُتعلقة بالدخول إلى الحرم الجامعي بشكلٍ غير عادلٍ لتثبيط المُحتجين.
في 23 مايو خرج أكثر من ألف شخص من حفل التخرج بجامعة هارفارد احتجاجًا على قرار الجامعة برفض منح الشهادات لنحو 13 متظاهرًا مؤيدًا لفلسطين شاركوا في المخيم. وغير اثنان من المتحدثين تصريحاتهما المعدة واظهروا الدعم للمتظاهرين.

### ميشيغان
في 22 أبريل نصبَ طلابٌ خيامًا أمامَ مكتبةِ هاتشر للدراساتِ العليا في جامعة ميشيغان في آن آربر. وقامَ مُحتجّونَ مُعارضونَ بتوزيعِ أعلامٍ إسرائيليةٍ صغيرةٍ بالقربِ من الاعتصامِ لإظهارِ الدّعمِ لإسرائيل. وفي 25 أبريل أقامَ طلابٌ في جامعة ولاية ميشيغان في إيست لانسنغ اعتصامًا تضامنيًا في منطقةِ "حديقةِ الشّعب" نفسها التي استضافتْ اعتصامًا مُناهضًا لحربِ فيتنام عامَ 1970.
وفي 26 أبريل قاطعتْ مجموعةٌ منَ المُحتجّينَ اجتماعًا لمجلسِ إدارةِ جامعةِ واين ستيت. وقبضت الشرطة على شخصٍ واحد.
في 28 أبريل أقامَ مُحتجّونَ اعتصامًا في جامعة ميتشيجان الغربية في كالامازو. وفي اليومِ التالي أُقيمَ اعتصامٌ في جامعةِ شمالِ ميشيغان. وكانَ قد تمّ تنظيمُ احتجاجٍ في جامعةِ شمالِ ميشيغان في 22 أبريل.
وفي 21 مايو استخدمتْ الشرطةُ رذاذ الفلفل لفضّ الاعتصامِ في جامعةِ ميشيغان. وادّعتْ رئيسةُ الجامعةِ، سانتا أونو، أنّ مخاطر الحريق هيَ السبب. واعتقلت الشرطة أربعةِ أشخاص. وفي اليومِ التالي تجمّعَ عشرات الناشطينَ خارجَ محكمةِ مقاطعة واشتيناو مُطالبينَ بإسقاطِ التهمِ عن الأربعةِ المُعتلقين.
وفي 23 مايو أُقيمَ اعتصامٌ في جامعة وين ستيت، وفي 30 مايو فكّكتْ الشرطةُ الاعتصامَ واعتقلتْ 12 شخصًا.

### مينيسوتا

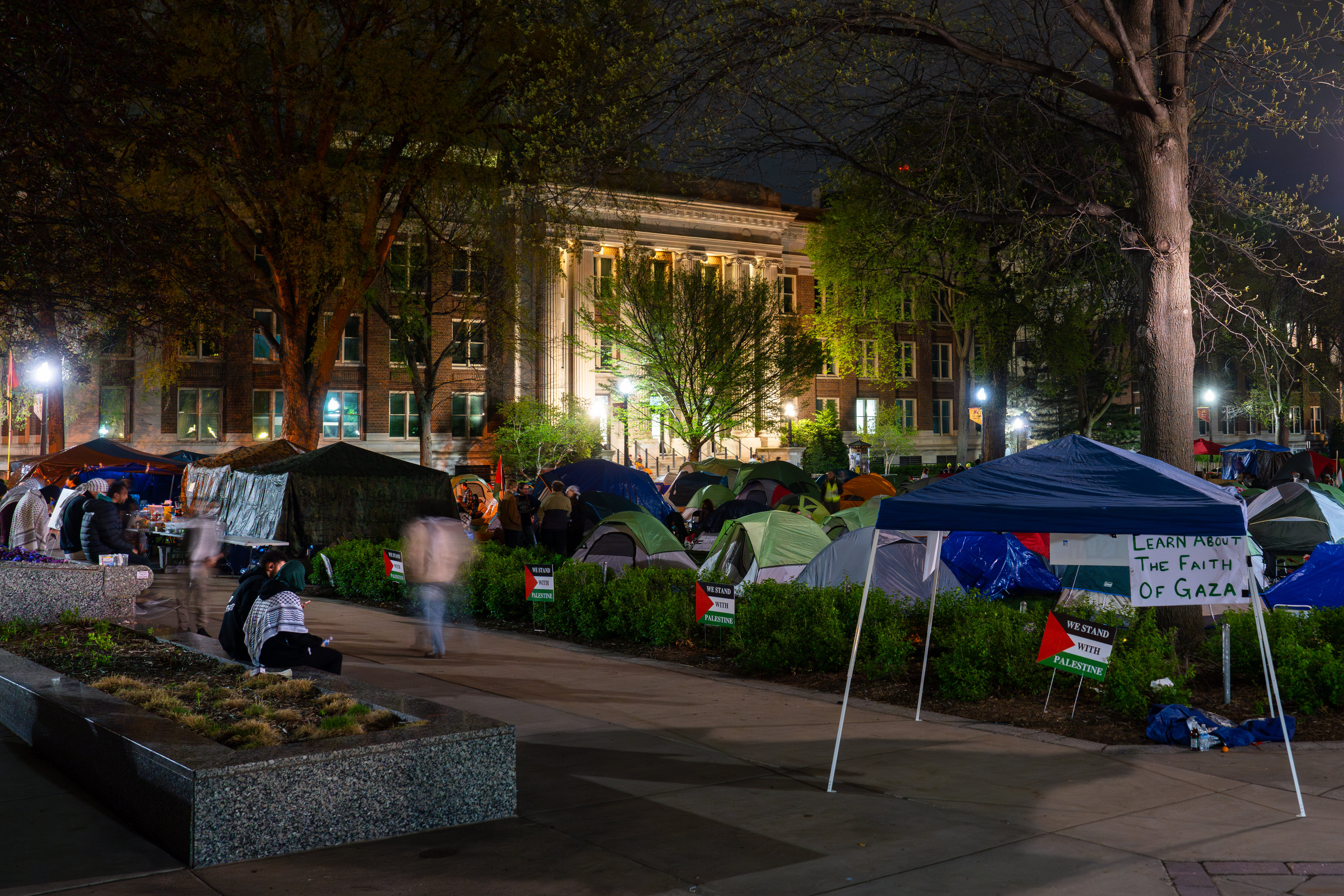
مخيم في جامعة مينيسوتا، 1 مايو 2024

في 23 أبريل اعتقلت الشرطة تسعة طلابٍ من جامعة مينيسوتا أثناء محاولتهم إقامة اعتصامٍ في حرم مينيابولس. وانضمت النائبة الأمريكية إلهان عمر إلى المُحتجين. واستؤنفت الاحتجاجات في اليوم التالي. وفي الأول من مايو فكك المُحتجون اعتصامهم بعد أن وافقت جامعة مينيسوتا على دراسة مطالبهم.
وفي 26 أبريل، نظمت مجموعةٌ من الطلاب المُحتجين في جامعة هاملاين اعتصامًا احتجاجيًا في مبنى مكتب رئيس الجامعة. وبعد 29 ساعة، انتقل المُحتجون إلى اعتصامٍ في الحديقة أمام المبنى.
ونُظم احتجاجٌ في كلية كونكورديا في مورهد في 30 أبريل. وفي 2 مايو أُقيم اعتصامٌ في جامعة مينيسوتا الحكومية في مانكاتو.
أقام مُحتجون في كلية كارلتون اعتصامًا. وكان من المُقرر أن يتزامن الاعتصام مع زيارة مجلس الأمناء للحرم الجامعي، في الفترة من 8 إلى 10 مايو. وفي 17 مايو احتل طلابٌ قاعة ليرد حيث يقع مكتب الرئيس، طوال الليل، مما أدى إلى تعرض اثني عشر طالبًا لإجراءاتٍ تأديبية.

### مسيسيبي
أُقيم احتجاجٌ مؤيدٌ لفلسطين في جامعة مسيسيبي شارك فيه عشرات الطلاب، ولكن الشرطة رافقتهم إلى مبنى بعد أن حاول مُحتجُونٌ مُعارضون إيقاف الحدث وأجبرُوا المُحتجِين المُؤيِدين لفلسطين على إنهاءِه مُبكرًا. وتم تصوير أحد المُحتجِين المُعارضين وهو يُصدر أصواتًا تشبه صوت القرد باتجاه مُحتجٍ أسود، مما أثار ردود فعلٍ عارمة. ووصفت البيت الأبيض ذلك بالعنصرية وغير اللائق.
نُظم احتجاجٌ في جامعة جنوب مسيسيبي في 7 مايو بمشاركة نحو 50 مُحتجًا، ولم يكُن هناك مُحتجون مُعارضون.

### ميسوري
تجمع حوالي 50 مُحتجًا من الجامعة والمجتمع المحلي في جامعة واشنطن في سانت لويس بولاية ميسوري. وألقى أحد خريجي المدرسةِ، وهو طالبٌ حاليٌ في جامعة كولومبيا، كلمةً في الحدث. وتم استدعاء الشرطة من ريتشموند هايتس، ومقاطعة سانت لويس، وسانت لويس مترو، وجامعة واشنطن لتفريق الحشد الصغير. وفي 27 أبريل تم اعتقال أكثر من 80 مُحتجًا،  من بينهم مرشحة حزب الخضر للرئاسة الأمريكيةِ، جيل ستاين، ومديرو حملتها، وفقًا لمدير اتصالات الحملة. وخلال الاعتقالات كسرت الشرطة أضلاع أستاذ التاريخ ستيف تاماري.
وفي 29 أبريل، نظم طلابٌ مسيرةً احتجاجيةً في جامعة ميسوري،  بينما أقام طلابٌ في جامعة ميسوري - كانساس سيتي مخيمًا. وفي الأول من مايو، نُظم احتجاجٌ في جامعة نيفادا، لاس فيغاس. وفي الثالث من مايو نظم مُحتجون مخيمًا في نقابة طلاب جامعة ولاية ميسوري. وفي اليوم نفسه نُظم احتجاجٌ في جامعة جنوب شرق ولاية ميسوري.

### نيفادا
نُظمت مظاهرة مؤيدة للفلسطينيين في جامعة نيفادا في رينو في 26 أبريل. وفي الأول من مايو، نُظم احتجاجٌ في جامعة سانت لويس.

### نيو هامبشاير
تظاهر حوالي 200 شخصٍ في حرم كلية دارتموث في 25 أبريل. ونُظم احتجاجٌ آخر في جامعة نيو هامبشاير في اليوم نفسه، حيث دعا المُتظاهرون الجامعة إلى سحب الاستثمارات من الشركات التي يقع مقرها في إسرائيل. ونُظم احتجاج في كلية كين ستيت في 29 أبريل.
نُظمت احتجاجاتٌ إضافيةٌ في كلتا الجامعتين في الأول من مايو حيث اعتقلت الشرطة مُحتجين في كلا الموقعين أثناء محاولتهم إقامة مخيمات. واعتقلت الشرطة المُزودة بمُعدات مكافحة الشغب 90 شخصًا في دارتموث. وكان من بين المُعتقلين أستاذة التاريخ أنيليز أورليك، التي وصفت إجراءات الشرطة بأنها "وحشية" و"عقابية"، بعد أن طرحتها الشرطة أرضًا وجثت على ظهرها.

### نيو جيرسي
في 22 أبريل، تعهد أعضاء هيئة التدريس والموظفون في جامعة برينستون بحجب العمل عن جامعة كولومبيا حتى تستجيب لمطالبهم بإعادة الطلاب الذين تم إيقافُهم ظلمًا بسبب احتجاجهم، وإبعاد شرطة نيويورك عن حرم جامعة كولومبيا، وإلغاء إيقاف مجموعتين طلابيتين مُؤيدتين للفلسطينيين. وفي 24 أبريل، اعترضت مجلة ناشونال ريفيو المُحافظة على خططٍ لإنشاء "مُخيم برينستون للتضامن مع غزة". وفي 15 أبريل أقام حوالي 100 طالب مخيمًا في ساحة ماكوش، مُعلنين "سنبقى هنا حتى تُسحب الجامعة استثماراتها". وتم القبض على شخصين قبل الساعة العاشرة صباحًا.
نُظمت مُظاهراتٌ في جامعتَي برينستون وروتجرز في 29 أبريل، حيث أُقيم مخيمٌ في حرم كوليدج أفنيو في نيو برونزويك. وبعد ذلك بيومين، أقام مُحتجون في حرم روتجرز في نيوارك مخيمًا أمام كلية الحقوق بجامعة روتجرز. وفي 2 مايو حددت الجامعة موعدًا نهائيًا لمخيم كوليدج أفنيو للمُغادرة أو مُواجهة إجراءاتٍ من قِبَل سلطات إنفاذ القانون. وبعد الموعد النهائي بوقتٍ قصير فكك المُحتجون المخيم بعد التوصل إلى اتفاقٍ مع الإدارة.

### نيو مكسيكو
في 24 أبريل أُقيم اعتصامٌ تضامنيٌ بالقرب من بركة البط في جامعة نيو مكسيكو في ألباكركي. وطالب المُحتجون الجامعة بسحب استثماراتِها من إسرائيل وشركات تصنيع الأسلحة المعروفة باستخدامِها أبحاث أعضاء هيئة التدريس والطلاب في جامعة نيو مكسيكو. واحتجزت الشرطة 16 شخصًا في نقابة الطلاب ليلة 29 أبريل. وفي 14 مايو وجهت جامعة نيو مكسيكو إنذارًا نهائيًا للمُحتجين لمُغادرة الاعتصام. وظل الاعتصام الذي استمر 24 يومًا قائمًا لأكثر من اثنتي عشرة ساعةً بعد الموعد النهائي. وتلقى حوالي 50 شخصًا إشعارًا رسميًا من الشرطة لإخلاء المكان. وفي 15 مايو اعتقلت الشرطة عشرات المُحتجين بتهمة التعدي الجنائي والاستخدام غير المشروع للممتلكات. وفي 16 مايو استمع مجلس أمناء جامعة نيو مكسيكو إلى تعليقات الجمهور في اجتماعٍ مُقررٍ اتسم بالفوضى.
أقام المحتجون مُخيمًا في جامعة ولاية نيو مكسيكو في لاس كروسيس في 29 أبريل. وفي 6 أبريل فكك المُحتجون اعتصامهم طواعيةً بعد أن صرح رئيس الجامعة بأنهم لم يتمكنوا من العثور على أي استثماراتٍ في إسرائيل. وفي 9 أبريل نظم مُحتجون اعتصامًا في قاعة هادلي في جامعة ولاية نيو مكسيكو. واعتقلت الشرطة 13 شخصًا بتهمٍ تتراوح بين التعدي على المُمتلكات الخاصة والتخريب والاعتداء على ضابط شرطة.

### نيويورك
انضم طلابٌ من كلية بارنارد إلى مخيم جامعة كولومبيا، واعتقلت الشرطة 53 طالبًا وتم إيقافُهم عن الدراسة، لكن الكلية ألغت "جميعَ" عمليات الإيقاف تقريبًا.
أزالت الشرطة الخيام خارج كلية ستيرن للأعمال في جامعة نيويورك في 22 أبريل. واعتقلت 133 مُحتجًا. وقالت هلجا طويل-الصوري الأستاذةٌ في جامعة نيويورك: "لقد أحضروا الشرطة - مئات من رجال الشرطة المُزودين بمُعدات مكافحة الشغب". كما نُظمت مخيماتٌ تضامنيةٌ في حرمَي جامعة نيويورك في برلين بألمانيا، وبوينس آيرس بالأرجنتين.
زعمت سلطات جامعة نيويورك أن بعض المُشاركين في الاحتجاجات ليس لهم صلةٌ بالجامعة، وقال رئيس جامعة كولومبيا أن أشخاصًا غير مُنتمين إلى الجامعة انضموا إلى الاحتجاجات، مُستغِلين التوترات ومُؤججين إياها في الحرم الجامعي.
في 22 أبريل 2024، أيد طلاب جامعة كورنيل، بأغلبية صوتين مُقابل صوتٍ واحد، استفتاًء يدعو إلى وقفٍ دائمٍ لإطلاق النار وسحب الاستثمارات من شركات تصنيع الأسلحة التي تدعم إسرائيل. وفي 25 أبريل أقام طلاب جامعة كورنيل مخيمًا، داعين الجامعة إلى سحب استثماراتِها من الشركات المُشاركة في "الإبادة الجماعية المُستمرة" في غزة. وأوقفت جامعة كورنيل أربعة طلابٍ مُحتجين في 27 أبريل. وبعد ثلاثة أيام هدد مسؤولو جامعة كورنيل الطلاب بموجةٍ ثانيةٍ من عمليات الإيقاف. وثم أوقفت طالبين إضافيين. وقال أحد الطلاب المُوقفين: "لقد تلقينا تهديداتٍ بالقتل. لقد كان لدينا - بينما كنا نُصلي صلاة الجمعة - رجال شرطةٍ يُصوروننا ويلتقطون صورًا لنا".
أقامت مجموعةٌ تُسمى "طلاب المدرسة الجديدة من أجل العدالة في فلسطين" مخيمًا تضامنيًا داخل مبنى مركز الجامعة في 21 أبريل. وفي 25 أبريل أُقيم مخيمٌ بناه الطلاب في حرم ويست هارلم التابع لكلية مدينة نيويورك. وانضم إلى المخيم عددٌ من اليهود الحسيديين. وفي اليوم نفسه احتل طلابٌ في معهد التكنولوجيا للأزياء مبنى مركز شيرلي غودمان للموارد التابع للمدرسة.
شوهد أكثر من عشرة خيامٍ في مخيمٍ تضامنيٍ في حرم ريفر التابع لجامعة روتشستر في 23 أبريل. وفي 24 أبريل أعلن مجلس الجامعة عن نيته التحقيق في علاقاتِه مع إسرائيل. وأُقيم مخيمٌ في جامعة سيراكيوز في 29 أبريل.
في 20 أبريل، نُظمت مظاهرة احتجاجية في كلية إيثاكا. وفي 25 أبريل نُظمت احتجاجاتٌ سلميةٌ في جامعتَي هوفسترا وسانت جون. ونُظم احتجاجٌ سلميٌ في 29 أبريل في جامعة أدلفي.
بدءًا من 28 أبريل أُقيم مخيمٌ في كلية فاسار في بوكيبسي. وبعد يومين أقام طلابٌ في جامعة ستوني بروك مخيمًا على درجات ستالر.
نُظم احتجاجٌ في جامعة فوردهام في 25 أبريل. وبعد خمسة أيام في الأول من مايو أُقيم مخيمٌ قامت شرطة نيويورك بفضه في وقتٍ لاحقٍ من اليوم.
في 30 أبريل اعتقلت الشرطة ما يقرب من 300 طالب في جامعتَي كولومبيا وكلية مدينة نيويورك. وقبل ذلك بيومٍ واحد صوت أعضاء "مؤتمر الموظفين المهنيين" للإضراب في يوم العمال دعمًا لمطالب طلاب جامعة مدينة نيويورك، وهو إجراءٌ اعتُبِر مهمًا نظرًا لحظر إضرابات عمال القطاع العام بموجب قانون تايلور.
في الأول من مايو أُقيمت مخيمات تضامنية في جامعة بينغامتون،  وجامعة ولاية نيويورك في نيو بالتز،  واعتقلت الشرطة في جامعة بافالو عدة أشخاصٍ أثناء محاولتهم إقامة مخيم. وفي وقتٍ سابقٍ من اليوم نُظم احتجاجٌ سلميٌ في جامعة ولاية بافالو القريبة. وفي 2 مايو اعتقلت الشرطة 133 شخصًا وفككت مخيم جامعة ولاية نيويورك.
أقام الطلاب مخيم في مدرسة الفنون المرئية في مانهاتن في 2 مايو. وكذلك في الجامعة الحكومية في نيويورك في بيرتشايس،  واعتقلت الشرطة 70 شخصًا في صباح اليوم التالي في المخيم الثاني.
في صباح الثالث من مايو قامت الشرطة بفض مخيمين، واعتقلت 13 مُحتجًا في جامعة نيويورك و43 في المدرسة الجديدة. وفي فترة الظهيرة احتج مئاتٌ آخرون على عمليات الفض بالقرب من مكتبة إلمر هولمز بوبست في جامعة نيويورك. وتحدث شهودٌ زعموا أن الشرطة لم تُبلغ المُعتقلين بحقوقِهم بموجب قانون ميراندا في هذه المسيرة.
في 6 مايو يوم حدث ميت غالا السنوي لجمع التبرعات، تجمع مُحتجون في كلية هانتر، ثم ساروا إلى متحف المتروبوليتان للفنون، حيث أُقيم الحدث. واعتقلت الشرطة 27 شخصًا، معظمُهم بتهمة السلوك غير المنضبط. كما نُظمت احتجاجاتٌ في كلية بارد وكلية باروخ في اليوم نفسه.
في 9 مايو، نظم الطلاب وأعضاء هيئة التدريس احتجاجات في كليتي اتحاد كوبر،  وباروخ.
في 14 مايو، بدأ مُحتجون بالاعتصام في مبنى في مجمع الدراسات العليا بجامعة مدينة نيويورك. وفي كلية بارد، أقام المتظاهرون اعتصامًا في 17 مايو في الحرم الجامعي، وأطلقوا على المبنى الاسم الرمزي "قاعة شيماء" نسبة إلى ابنة الشاعر الفلسطيني رفعت العرير.
في 23 مايو، انسحب عدة مُحتجين من حفل تخرج كلية ستاتن آيلاند دعمًا لغزة. ودخلت مجموعةٌ من المُحتجين في جدالٍ مع ضابط سلامةٍ عامةٍ في جامعة مدينة نيويورك، وخلال الجدال قال الضابط للمُحتجين: "أنا أدعم الإبادة الجماعية وأدعم قتلَكم جميعًا، ما رأيكم في ذلك؟". وقال مُتحدثٌ باسم كلية ستاتن آيلاند إن الضابط تم إيقافُه عن العمل في انتظار مُراجعةٍ إضافية.
رفع ثمانية طلابٍ في كلية الحقوق بجامعة مدينة نيويورك دعوى قضائيةً ضد الكلية تتعلق بتغييراتٍ في السياسة في حفل التخرج في 23 مايو، زاعمين انتهاك حقوق حرية التعبير.

#### جامعة كولومبيا

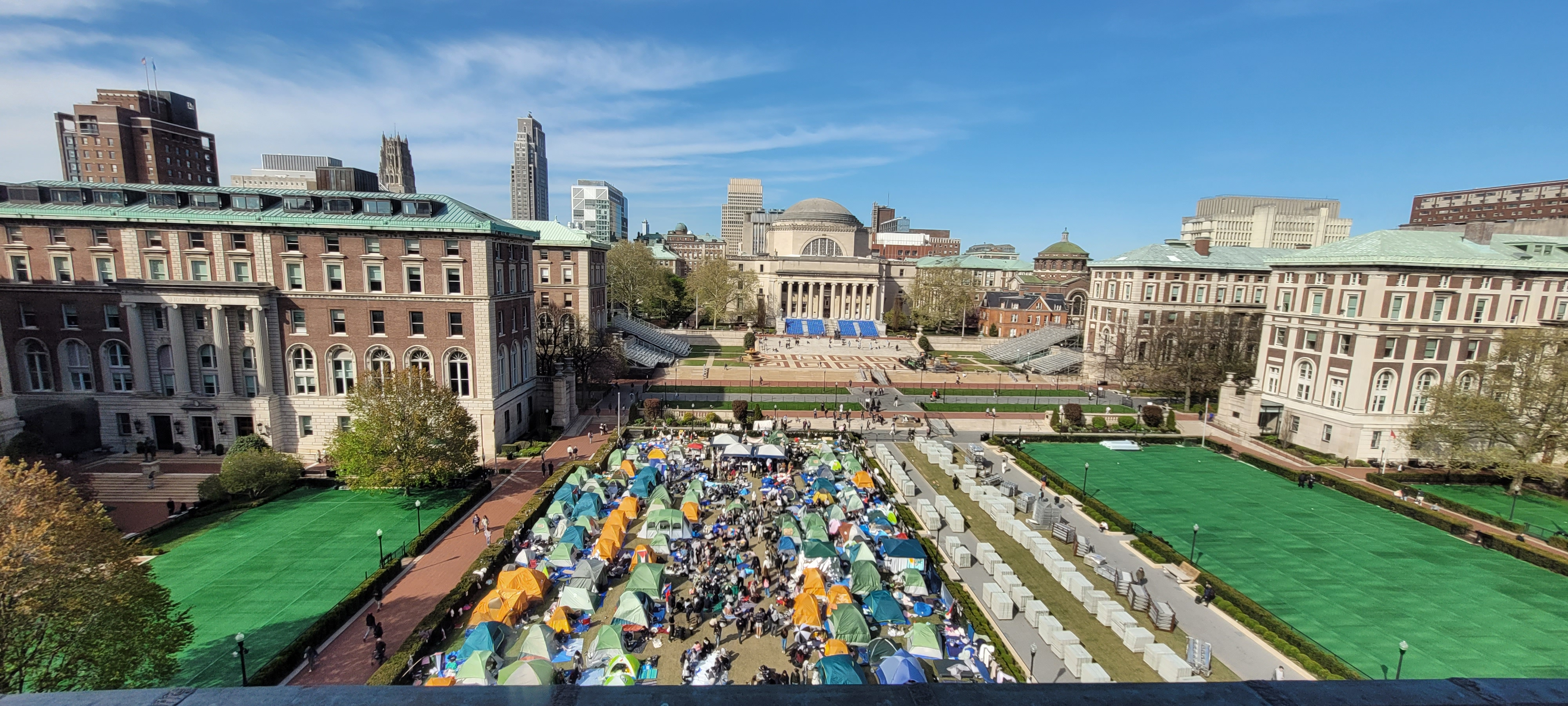
مخيم التضامن مع غزة في جامعة كولومبيا في 23 أبريل 2024

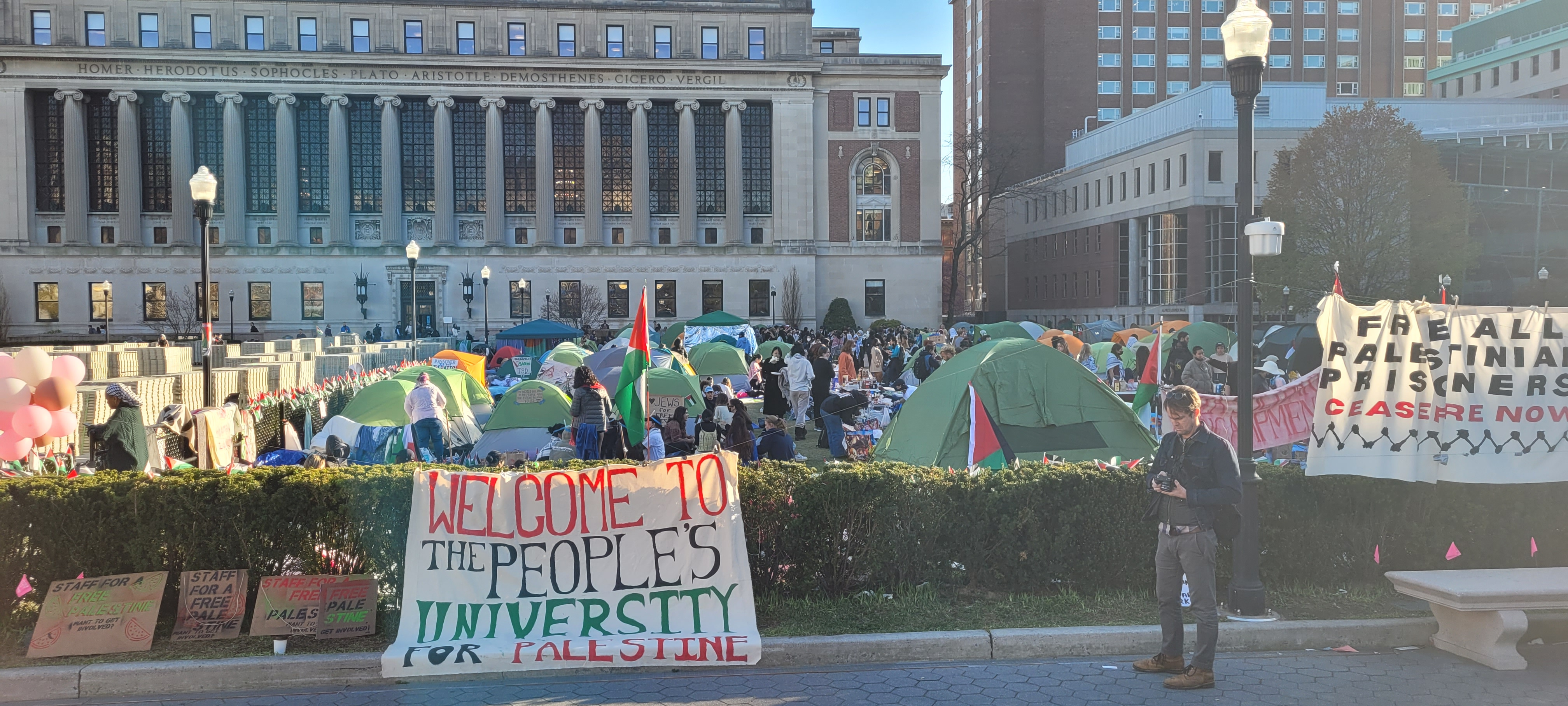
اللافتات التي رفعت في معسكر التضامن مع غزة في جامعة كولومبيا في 22 أبريل 2024

مظاهرات جامعة كولومبيا المؤيدة لفلسطين هي احتجاجات احتلال قادها الطلاب المؤيدون للفلسطينيين في جامعة كولومبيا في مدينة نيويورك. بدأت الاحتجاجات في 17 أبريل 2024، عندما أقام الطلاب المؤيدون للفلسطينيين مخيمًا مكونًا من حوالي 50 خيمة في حرم الجامعة، أطلقوا عليه اسم مخيم التضامن مع غزة، مطالبين الجامعة بسحب علاقاتها مع إسرائيل. اسخدمت القوة لتفكيك المخيم المعسكر في اليوم التالي عندما أذنت رئيسة الجامعة نعمت شفيق لقسم شرطة مدينة نيويورك باقتحام الحرم الجامعي وإجراء اعتقالات جماعية،  في اليوم التالي، أعاد الطلاب إنشاء المخيم، وبدأت الإدارة في التفاوض معهم، إلا أن المفاوضات فشلت في 29 أبريل،  وفي اليوم التالي اقتحم المتظاهرون قاعة هاميلتون واحتلوها،  مما أدى إلى مداهمة ثانية من شرطة نيويورك، واعتقال أكثر من 100 متظاهر، وتفكيك المخيم بالكامل.

### كارولينا الشمالية
تم إنشاء منطقة اعتصامٍ تضامنيٍ في جامعة نورث كارولينا في شارلوت في 22 أبريل. وقد طلب منهم الأمن الرحيل، لكنهم قرروا البقاء حتى 25 أبريل على الأقل، عندما يجتمع مجلس الأمناء مرةً أخرى.
وأُقيم اعتصامٌ آخر في جامعة كارولينا الشمالية في تشابل هيل في 26 أبريل. وبعد المُفاوضات وافق المُنظمون على إزالة الخيام مُقابل السماح لهم بالبقاء في الموقع. وانضم طلابٌ من جامعة ولاية كارولاينا الشمالية وجامعة ديوك لتشكيل "اعتصام تضامن المثلث مع غزة".
ونُظمت مسيرةٌ مُؤيدةٌ للفلسطينيين في جامعة ديوك في 26 أبريل. واعتقلت الشرطة امرأةً خلال احتجاجٍ في جامعة ولاية كارولاينا الشمالية في 30 أبريل. وكان قد تم تنظيم الاحتجاج لدعم المُتظاهرين في جامعة كارولاينا الشمالية في تشابل هيل.
أقام المحتجون مُخيمًا في جامعة ويك فورست في الأول من مايو، وقامت شرطة الحرم الجامعي بتفكيكه في 3 مايو. وفي جامعة كارولاينا الشمالية في آشفيل، نظم المتظاهرون احتجاجًا، وقال المُنظمون إنهم سيُغادرون عند انتهاء الفصل الدراسي ولن يبقوا طوال الليل. ونُظمت مسيرةٌ احتجاجيةٌ في جامعة ولاية كارولينا الشمالية إيه آند تي في 3 مايو.

### أوهايو
في 19 أبريل، نظم منظمو "طلاب من أجل العدالة في فلسطين" في جامعة ميامي إضرابًا ضم حوالي 15 طالبًا دعمًا للمحتجين الذين اعتقلت الشرطةهم في كولومبيا. ودعت فرع جامعة سينسيناتي من "طلاب من أجل العدالة في فلسطين" إلى اعتصامات جامعة ولاية أوهايو. وفي اليوم نفسه نظم طلاب في جامعة كيس وسترن ريسرف احتجاجًا خلال يوم "الطلاب المقبولين". واعتقلت الشرطة ما لا يقل عن عشرين شخصًا في اعتصام في كيس ويسترن في 29 أبريل.
بعد تجمعٍ في مسرح جامعي واحتجاج خارج اجتماع لمجلس الإدارة، اعتقلت الشرطة طالبين في جامعة ولاية أوهايو بتهمة التعدي على ممتلكات خاصة في 23 أبريل. وبعد يومين اعتقلت الشرطة طالب ثالث خارج الاتحاد الجامعي في مخيم غزة، حيث طلبت شرطة الحرم الجامعي من المتظاهرين إخلاء المكان.
في 25 أبريل، ذكرت صحيفة جامعة ولاية أوهايو "ذا لانترن" في البداية أن هناك جنودًا من قوات الأمن على سطح اتحاد الجامعة، وقالت إنهم غير مسلحين، نقلًا عن بن جونسون، المتحدث باسم الجامعة، الذي قال إنهم كانوا يستخدمون مجالات مراقبة فقط. وحذفت "ذا لانترن" المقال لاحقًا ونشرت إصدارًا جديدًا حيث قال جونسون لاحقًا إن الجنود استخدموا أسلحةً طويلة المدى، بدءًا من حوالي الساعة 10 مساًء.
وفي 29 أبريل، نظم طلاب في كلية أوبرلين مسيرةً وأقاموا اعتصامًا. وفي الشهر السابق التقى ممثلو الطلاب من "طلاب من أجل فلسطين حرة" و"يهود من أجل فلسطين حرة" مع مسؤولين لمناقشة سحب استثمارات رسمية من الشركات الإسرائيلية.
في 30 أبريل، نُظم احتجاج في جامعة دينيسون. وفي اليوم التالي نُظمت احتجاجات في جامعة أوهايو وكلية كينيون.
في 2 مايو، أقام المحتجون مُخيمًا في جامعة ميامي. وفي 4 مايو نُظم احتجاج في جامعة ولاية كينت خلال حفل بمناسبة الذكرى الرابعة والخمسين لحادث إطلاق النار في ولاية كينت، حيث أطلق أفراد الحرس الوطني النار على أربعة أشخاص وقتلواهم خلال احتجاج مناهض للحرب.
في 11 مايو، اعتقلت الشرطة في جامعة كسفاريوس اثنين من المتظاهرين خارج حفل تخرج طلاب الجامعة. ووجهت لهم تهمة التعدي على ممتلكات خاصة، وهي جنحة، والتآمر أثناء ارتداء زي، وهي تهمة جنائية لارتكاب جريمة مع شخصين أو أكثر.

### أوكلاهوما
نُظمت مُظاهرات في جامعتي أوكلاهوما وتولسا في الأول من مايو. وفي اليوم التالي نُظم احتجاجٌ في جامعة ولاية أوكلاهوما في ستيلووتر.

### أوريغون

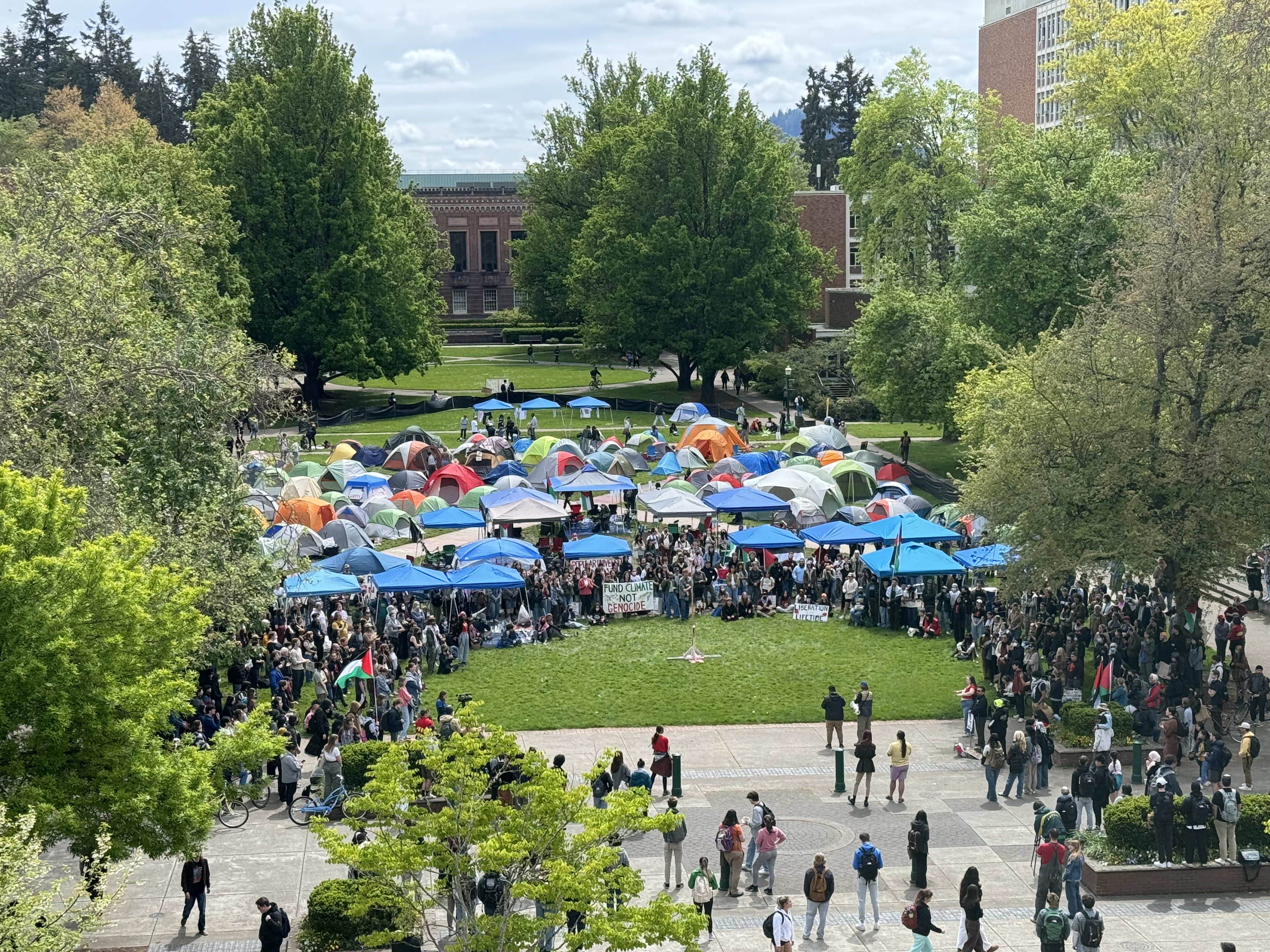
مخيم طلابي في جامعة أوريغون، 1 مايو 2024

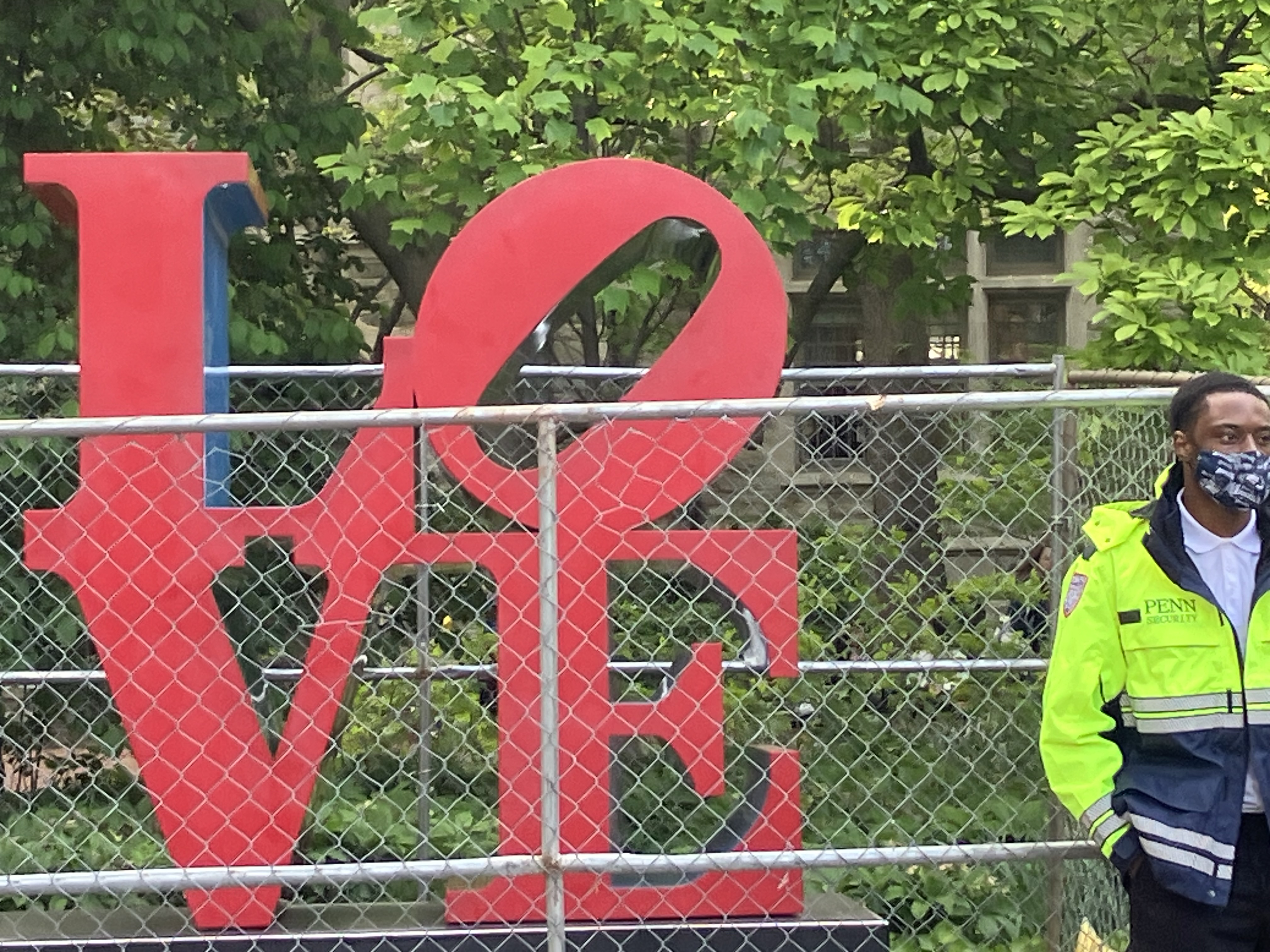
تمثال الحب بالقرب من شارع 36 وممر لوكيست محاط بسياج ويحرسه أمن بنسلفانيا.

نظم طلاب جامعة ولاية أوريغون احتجاجًا في الحرم الجامعي يوم الجمعة 26 أبريل. كما نُظمت احتجاجاتٌ في كلية لويس وكلارك وكلية ريد.
عقب احتجاجاتٍ في جامعة ولاية بورتلاند، أعلنت رئيسة الجامعة آن كود في 26 أبريل أن المدرسة ستُعلق جميع علاقاتها مع شركة بوينغ. وفي حين أن الجامعة لا تستثمر حاليًا في الشركة، إلا أنها كانت قد قبلت في السابق منها هدايا خيريةً. وفي 29 أبريل احتل مُحتجون مكتبة برانفورد برايس ميلار في جامعة الولاية. وفي 2 مايو اعتقلت الشرطة 12 شخصًا كانوا يحتلون المكتبة. وفي اليوم نفسه اعتقلت الشرطة أيضًا رجلًا قاد سيارةً داخل حشدٍ من المُحتجين في جامعة ولاية بورتلاند.
أقام المحتجون مُخيم خارج جامعة أوريغون في 29 أبريل. وفي 3 مايو بدأ مُحتجون في جامعة ويلاميت باحتلال أحد مباني الجامعة. وفي 15 مايو أقام مُحتجون في جامعة ولاية أوريغون مخيمًا. كما نظم حوالي 100 طالب إضرابًا واحتجاجًا في جامعة جنوب أوريغون.

### بنسلفانيا

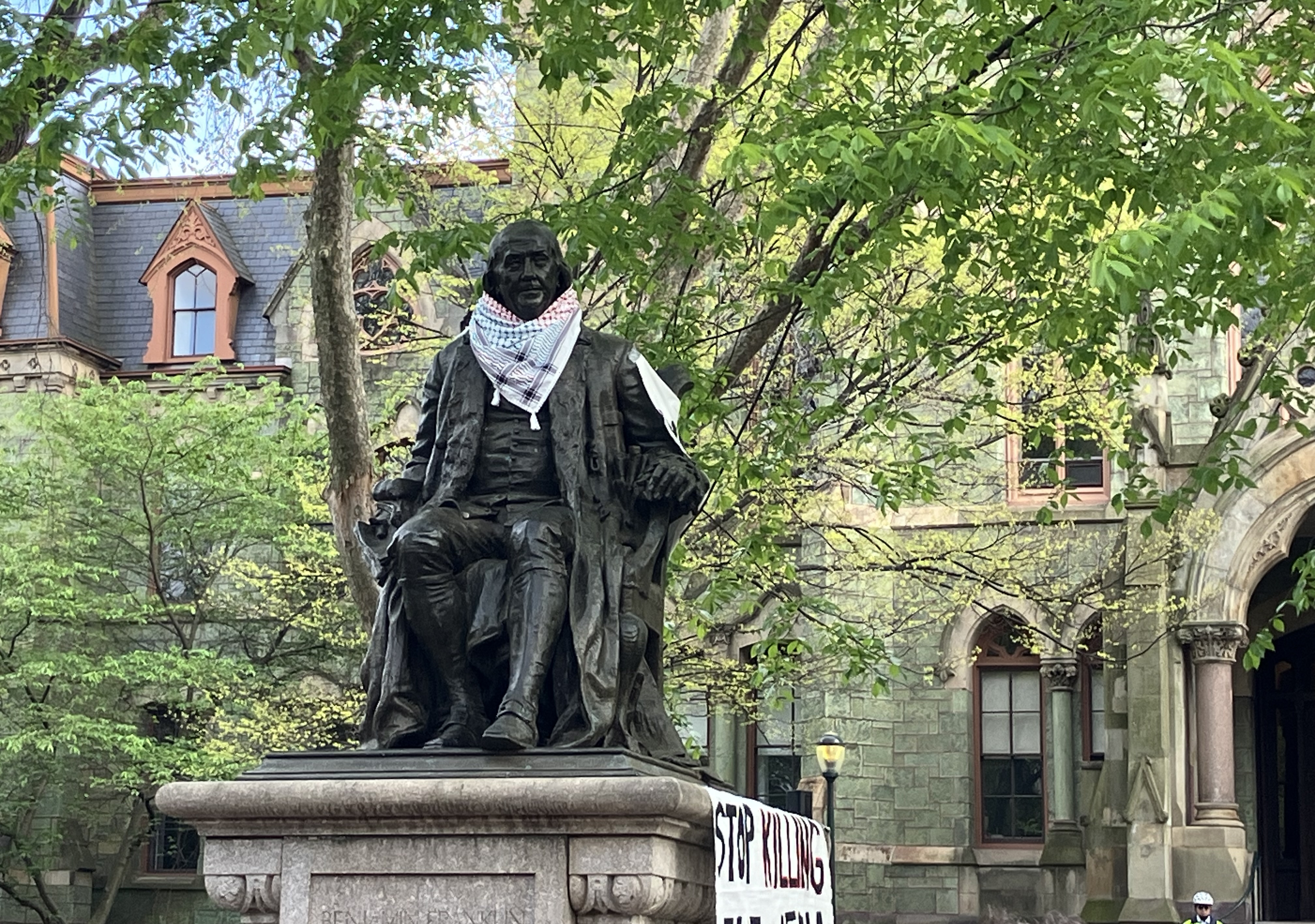
كوفية ولافتات احتجاجية معلقة على تمثال بن فرانكلين في جامعة بنسلفانيا.

أقام طلابٌ في كلية سوارثمور مخيمًا تضامنيًا في الحرم الجامعي في 22 أبريل. وفي جامعة بنسيلفانيا، أعلن قادة الكلية أنهم سيُجرون "جلسة استماع"، لكن الطلاب عبروا عن عدم اهتمامهم. وفي 24 أبريل، سار مئات المُتظاهرين عبر فيلادلفيا، مُتوقفين عند جامعة تمبل، وسيتي هول، وجامعة دركسل، قبل أن يُقيموا مخيمًا تضامنيًا في جامعة بنسيلفانيا. وفي الأول من مايو وهو اليوم السابع لِلمخيم في جامعة بنسيلفانيا، اعتقلت الشرطة رجلٍ بعد أن رش المخيم بمادة كيميائية غير معروفة.
في 25 أبريل، أقام طلابٌ في كلية هافرفورد مخيمًا، وبعد يومين أقام طلابٌ في كلية برين ماور القريبة مخيمًا مُماثلًا. وأعلن طلابٌ في جامعة بيتسبرغ عن "منطقة التحرير" في الحديقة أمام كاتدرائية التعلمِ، ووجهوا مطالب بأن تُعلن الجامعة عن استثماراتها في إسرائيل وتُسحبَها. وطلبت شرطة المدينة وشرطة الحرم الجامعي من المجموعة الانتقال إلى ساحة شينلي القريبةِ، ووافقت المجموعة.
كما نُظمت احتجاجاتٌ في جامعة ليهاي في بيت لحم،  وكلية لافاييت في إيستون، وجامعة تمبل في فيلادلفيا،  وجامعة ولاية بنسيلفانيا في ستيت كوليدج،  وجامعة ميلرزفيل،  وكلية ديكينسون في كارلايل،  وجامعة فيلانوفا،  وكلية جيتسبيرغ.
وفي 10 مايو، داهمت الشرطة وفككت مخيم جامعة بنسيلفانيا. واعتقلت 33 شخصًا على الأقل. وسار المُحتجون عبر المدينة الجامعية في فيلادلفيا إلى منزل رئيس جامعة بنسيلفانيا المؤقت.
أقام المحتجون مُخيم جديد في جامعة دريكسيل في 18 مايو. وبحلول الساعة الثامنة مساًء، أقام ضباطٌ من شرطة جامعة دريكسل وشرطة فيلادلفيا حاجزًا لمنع الناس من دخول المخيم. وفي 20 مايو تعهد رئيس جامعة دريكسل جون فراي باتخاذ "جميع الخطوات الضرورية" لإخلاء المخيم. وعادت العمليات الجامعية إلى طبيعتها على الرغم من الأمن الإضافي المُحيط بالمخيم.

### رود آيلاند

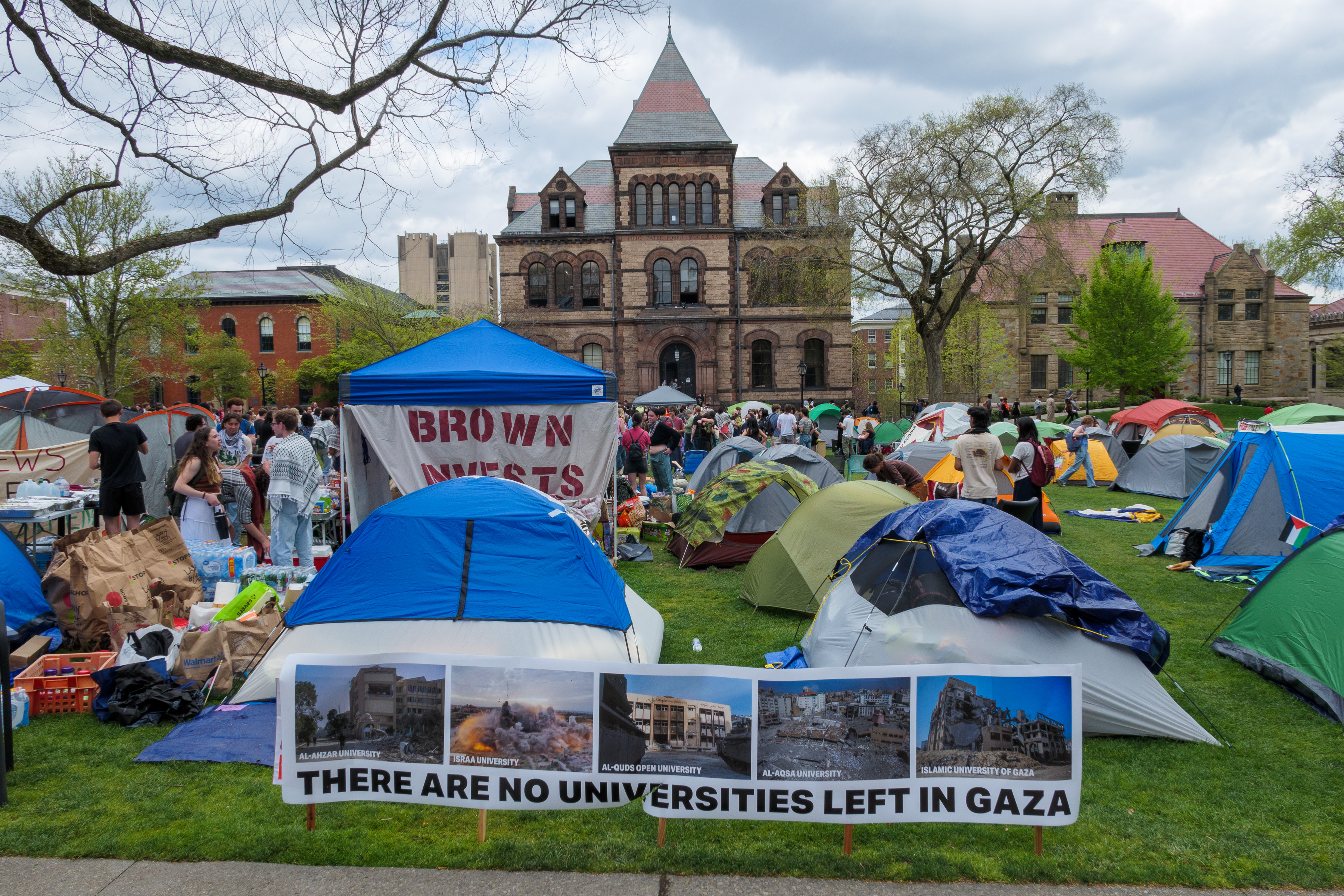
مخيم جامعة براون، 29 أبريل 2024

في صباح يوم 24 أبريل أقام حوالي 80 طالبًا خيامًا في ساحة "مين غرين" في بجامعة براون في بروفيدنس، رود آيلاند. وكانت مطالبهم هي إسقاط التهم عن 41 طالبًا شاركوا في اعتصام في ديسمبر الماضي، وأن تسحب الجامعة استثماراتها من "الشركات التي تُمكن وتستفيد من الاحتلال العسكري الإسرائيلي للأراضي الفلسطينية". وفي 30 أبريل توصل منظمو الاعتصام إلى اتفاق مع هيئة إدارة براون لفض اعتصام "مين غرين" مقابل تصويت الهيئة على سحب الاستثمارات من الشركات المرتبطة بإسرائيل في أكتوبر 2024.
عقب فض اعتصام جامعة براون، نُظمت احتجاجات في كلية رود آيلاند للتصميم وجامعة سالف ريجينا في 2 مايو. بالإضافة إلى ذلك نُظم احتجاج في كلية بروفيدنس في اليوم السابق. وفي 6 مايو، نظم مُحتجون اعتصامًا في أحد مباني كلية رود آيلاند للتصميم.

### كارولاينا الجنوبية
نُظمت العديد من الاحتجاجات في جامعة كارولاينا الجنوبية، وتم اعتقال شخصين بعد احتجاج واحد، نُظم في قاعة طعام. ونُظم احتجاج في جامعة كليمسون في 4 مايو.

### تينيسي
في 6 أبريل، طردت جامعة فاندربيلت ثلاثة طلاب بعد اعتصام استمر 24 ساعةً في مبنى إداري؛ ووفقًا للجامعة، اقتحم الطلاب المبنى وأصابوا ضابطًا في خدمة المجتمع. واستمر الطلاب في الاعتصام في الحرم الجامعي. وفي 30 أبريل نظمت مجموعة من المتظاهرين اعتصامًا في كنيسة جميع القديسين في سيواني: جامعة الجنوب.
في الأول من مايو، وصلت كلٌ من مجموعات الاحتجاج السلمية المؤيدة لفلسطين والمؤيدة لإسرائيل إلى حرم جامعة تينيسي في مدينة نوكسفيل. ومُنح المتظاهرين مهلةً لإخلاء المساحة العامة. وعندما انتهت المهلة، اعتقلت الشرطة تسعة أشخاص من بينهم سبعة طلاب، وأطلقت سراحهم لاحقًا مع إشعارات. واستمر مؤيدو فلسطين في التجمع في الموقع في 3 مايو.

### تكساس
في 23 أبريل، شارك حوالي 100 طالب من جامعة تكساس في دالاس في اقتحام مبنى جامعي، حيث نظموا اعتصامًا في أحد الممرات بالقرب من مكتب رئيس الجامعة. وأقام طلاب جامعة تكساس في دالاس مخيمًا في الأول من مايو، وتم إزالته بنهاية اليوم.
نظم فرع "الشباب الديمقراطيون الاشتراكيون في أمريكا" في جامعة جامعة تكساس إيه آند إم مسيرةً عبر حرم جامعة تكساس إيه آند إم في 23 أبريل. وفي اليوم التالي، نظم طلاب في جامعة تكساس في أرلينغتون إضرابًا واحتجاجًا. وفي 25 أبريل نُظم احتجاج في جامعة تكساس إيه آند إم في كوربوس كريستي. كما نُظم احتجاج في جامعة تكساس التقنية في لوبوك.
نظم فرع سان أنطونيو من حزب الاشتراكية والتحرير، وفرع جامعة تكساس في سان أنطونيو من "طلاب من أجل العدالة في فلسطين" مسيرةً في 24 أبريل في حرم جامعة تكساس. وفي جامعة رايس في هيوستن، أقام المتظاهرون "منطقةً محررة" في مساحةٍ خضراءٍ في الحرم الجامعي. كما نظم طلاب في جامعة هيوستن احتجاجًا سلميًا خارج مركز الطلاب.
في 24 أبريل بدأت "لجنة التضامن الفلسطينية" الطلابية في جامعة تكساس في أوستن إضرابًا واعتصامًا في الممشى الجنوبي للحرم الجامعي. ووفقًا لصحيفة دالاس مورنينغ نيوز تم اعتقال الطلاب عند نشر قوات الأمن التابعة لولاية تكساس لتفريق المتظاهرين. ونزل ما لا يقل عن 50 جنديًا مُزودًا بمعدات مكافحة الشغب إلى المخيم. ووصفت وكالة أسوشيتد برس لاحقًا المشهد بأن مئات من ضباط الشرطة المحلية وشرطة الولاية، بعضُهم على ظهور الخيل ويحملون هراوات، اقتحموا المتظاهرين بقوة واعتقلوا 57 شخصًا.
وصف أحد الطلاب الاحتجاج بأنه سلمي حتى وصول الشرطة، ووصف الشرطة وتصرفاتها بأنها "مبالغة". وفي تغريدة صرح حاكم تكساس غريغ أبوت بأن "متظاهري جامعة تكساس في أوستن ينتمون إلى السجن"،  مما دفع مجلس العلاقات الأمريكية الإسلامية إلى القول: "إن التعديل الأول ينطبق على ولاية تكساس، سواء أعجب جريج أبوت أم لا". وصرح مدعي عام مقاطعة ترافيز قائلًا: "ليس من دور نظام العدالة الجنائية... مساعدة حاكمنا في جهوده لقمع المظاهرات السلمية وغير العنيفة".
تم اعتقال مصورٍ من محطة التلفزيون المحلية "فوكس 7 أوستن" بعد مشاجرةٍ بين قوات إنفاذ القانون والطلاب في 24 أبريل، حيث أعادت المحطة نشر مقطع الفيديو على تويتر، مُشيرةً إلى أن أحد الضباط دفع موظفها إلى ضابط آخر قبل أن يُلقى به على الأرض ويُعتقل. وتم دفع صحفيٍ آخر أرضًا وشُوهد ينزف قبل أن يُسَلمَه الضباط إلى طاقم الطوارئ الطبي. وغادرت الشرطة بعد بضع ساعاتٍ، وانتقل حوالي 300 مُتظاهرٍ للجلوس والهتاف بالقرب من برج الساعة.
في 25 أبريل، أُسقطت التهم عن 46 شخصًا من المعتقلين خلال احتجاج جامعة تكساس في أوستن. وقال بيانٌ للجامعة إن ما يقرب من نصف الأشخاص الذين تم اعتقالهم خلال الاحتجاج لم يكونوا طلابًا أو موظفين مرتبطين بالجامعة، وكانوا جزءًا من "مُجموعاتٍ خارجية". وانضم النائب الأمريكي جريج كاسار إلى المُحتجين في 25 أبريل. وفي ذلك اليوم ضمت مظاهرةٌ مخطط لها مُسبقًا من قبل فرع محلي لاتحاد موظفي ولاية تكساس، كانت مُخصصةً في البداية للاحتجاج على تشريع مكافحة التنوع والعدالة والاندماج، أنشطة احتجاج مُؤيدة للفلسطينيين.
اعتقلت الشرطة أكثر من 90 شخصًا في جامعة تكساس في أوستن في 29 أبريل في اعتصامٍ أُقيم في ذلك اليوم. وفي بيان لها، زعمت الجامعة أن مُنظمي الاحتجاج قدموا تهديداتٍ للمدرسة قبل المُظاهرة. وتجمع المُحتجون خارج سجن مقاطعة ترافيس في ذلك المساء للاحتجاج على الاعتقالات.
في 30 أبريل، نظم حوالي 1000 شخص احتجاجًا في جامعة شمال تكساس استمر حوالي ساعتين. كما نُظم احتجاجٌ آخر في جامعة ولاية تكساس. وفي الأول من مايو سلم طلابٌ في ست جامعات في منطقة سان أنطونيو رسائل إلى رؤساء جامعاتهم المُختلفة، مع تنظيم مُظاهراتٍ في جامعة تكساس في سان أنطونيو، وجامعة تكساس إيه آند إم في سان أنطونيو، وكلية سان أنطونيو.
في 2 مايو أُقيم اعتصامٌ في جامعة تكساس في أرلينغتون. وفي 8 مايو اعتقلت الشرطة شخصين في جامعة هيوستن بعد إقامة اعتصام من قبل المُحتجين.

#### يوتا أوستن

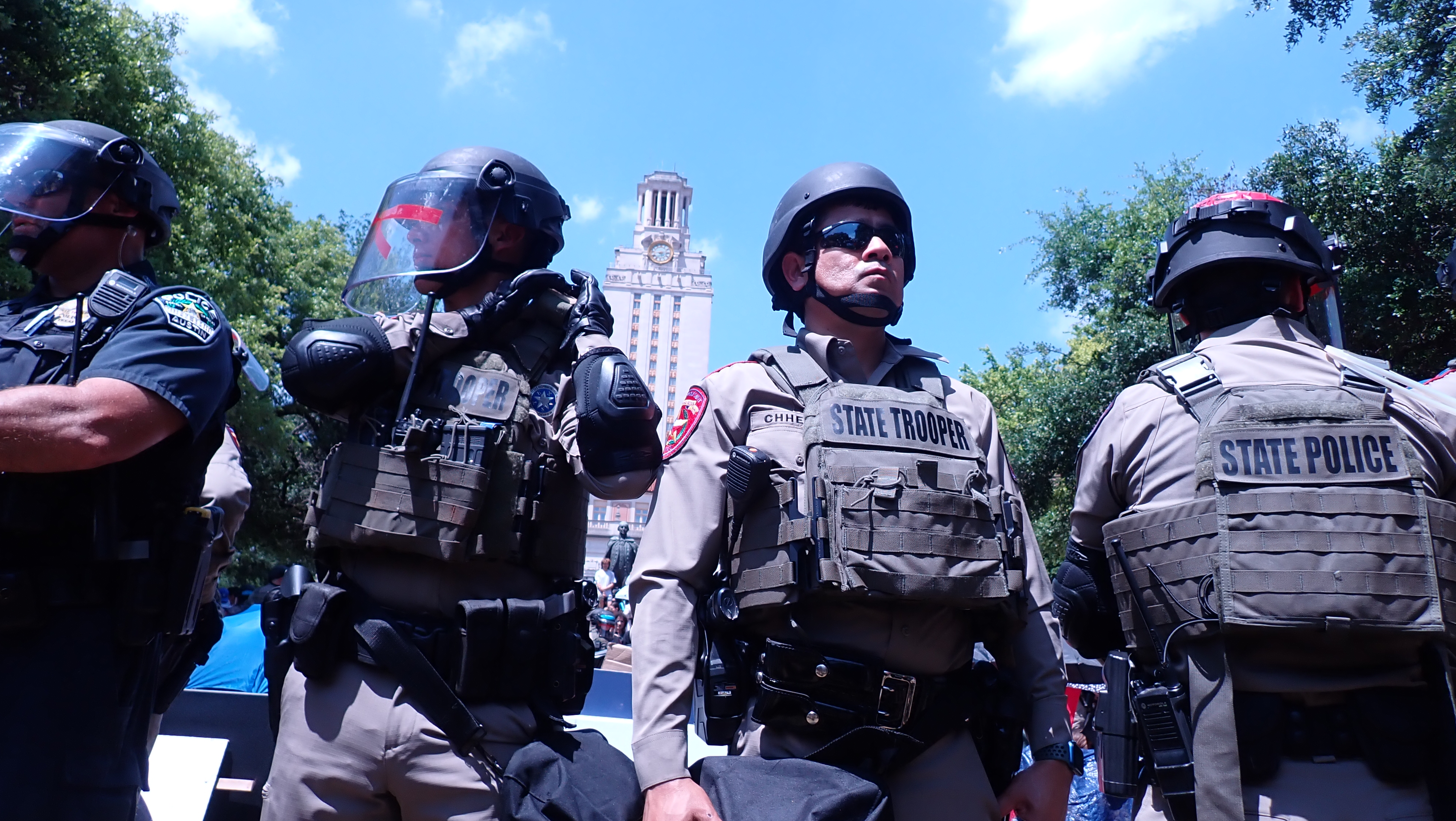
شرطة مكافحة الشغب على العشب الرئيسي. يمكن رؤية المبنى الرئيسي (جامعة تكساس في أوستن) في الخلفية.

في 24 أبريل 2024، اندلع احتجاجٌ كبيرٌ للطلاب وأعضاء هيئة التدريس المؤيدين للفلسطينيين، مطالبين بوقف إطلاق النار في الحرب الفلسطينية الإسرائيلية 2023، ومطالبين الجامعة بسحب استثماراتها من الشركات التي تستفيد من تصرفات إسرائيل. وردًا على ذلك طلبت الجامعة بتوجيهٍ صريحٍ من الرئيس هارتزل،  مساعدة إدارة شرطة أوستن وإدارة السلامة العامة في تكساس، بالتنسيق مع حاكم ولاية تكساس غريغ أبوت، في محاولةٍ لقمع الاحتجاجات المذكورة،  على عكس قوانين حرية التعبير في الحرم الجامعي التي أشاد بها أبوت والجامعة في السنوات السابقة. وأدى نشر وحداتٍ متعددةٍ من الشرطة إلى اعتقال 57 متظاهرًا مؤكدًا، بما في ذلك مصورٌ صحفيٌ من قناة "فوكس 7 أوستن"، مع احتجاز العديد من الأشخاص الآخرين. ثم أُسقطت التهم عن 46 متظاهرًا في اليوم التالي، وإطلاق سراحهم لاحقًا،  وتم إسقاط التهم عن البقية في 26 أبريل 2024.
في 25 أبريل 2024، احتج أكثر من ألف طالب وأستاذ وموظف خارج المبنى الرئيسي مطالبين باستقالة الرئيس هارتزل، إلى جانب الفرع المحلي للرابطة الأمريكية لأساتذة الجامعات الذي عمم عريضةً لحجب الثقة عنه رسميًا. وفي غضون 72 ساعة وقع أكثر من 500 أستاذ ومُدرس أي حوالي 13% من جميع أعضاء هيئة التدريس، على العريضة، بما في ذلك العديد من رؤساء الأقسام، مثل ديانا ماركوليسكو، وعميد كلية الفنون الحرة. وفي صباح يوم 29 أبريل سُلمت الرسالة رسميًا إلى الرئيس هارتزل، متضمنة 539 توقيعًا، مع بقاء الاستمارة مفتوحةً لمزيدٍ من التوقيعات. كما وقعت مجموعة منفصلة مكونة من 165 عضوًا من أعضاء هيئة التدريس، بما في ذلك ستيف فلاديك، على رسالةٍ مفتوحةٍ تدين تصرفات الرئيس هارتزل لقمعه حرية التعبير وتعريضه مجتمع الحرم الجامعي للخطر.
في 29 أبريل 2024، اندلع احتجاجٌ مفاجئٌ حيث نصب المتظاهرون خيامًا في الحرم الجامعي ورفضوا المغادرة عند مواجهتهم من قبل شرطة جامعة تكساس. ونتيجةً لذلك وصل ضباط إدارة شرطة أوستن وإدارة السلامة العامة في تكساس إلى مكان الحادث وأحاطوا بالاعتصام وقاموا بتفكيكه واعتقلوا العديد من المتظاهرين. ثم انتقل العديد من المتظاهرين لمواجهة الشرطة لمنع رحيلهم، فاستخدمت سلطات إنفاذ القانون رذاذ الفلفل والقنابل الصوتية. بالإضافة إلى ذلك اضطر العديد من المتظاهرين إلى تلقي العناية الطبية بسبب الحرارة الشديدة. وفي المجمل اعتقلت الشرطة 79 متظاهرًا، ووُجهت إليهم 78 تهمة جنائية بالتعدي على الممتلكات الخاصة، وتهمة واحدة بـ"عرقلة طريق سريع"، وتهمة واحدة بـ"التدخل في واجبات عامة". وقد أثار هذا التصعيد مزيدًا من الإدانة، قبل كل شيءٍ لاستخدام تكتيكات تفريق أعمال الشغب. كما صرحت المدعية العامة لمقاطعة ترافيز، ديليا غارزا، بأن الطريقة التي تعاملت بها الجامعة مع الاحتجاجات أثقلت كاهل نظام العدالة الجنائية المحلي، ووبخت بشكلٍ خاص إرسال المتظاهرين إلى السجن بتهم منخفضة المستوى.

### يوتا
في 29 أبريل أقام طلابٌ في جامعة يوتا اعتصامًا في ساحة جامعة يوتا. وفي وقت لاحق من تلك الليلة قامت الشرطة بفض الاعتصام واعتقلت 17 شخصًا. وفي الأول من مايو نُظم احتجاج في جامعة ولاية يوتا.

### فيرمونت
في 28 أبريل أُقيمت اعتصاماتٌ في جامعة فيرمونت، وكلية ميدلبوري، وكلية ستيرلينغ. ونظم مُحتجون في جامعة فيرمونت "سيدر التحرير" بقيادة مُنظمتَي الصوت اليهودي من أجل السلام و"يهود جامعة فيرمونت من أجل التحرير". وبالإضافة إلى مطالب مُماثلةٍ لمطالب اعتصاماتٍ أخرى، دعا طلاب جامعة فيرمونت إلى إلغاء خطاب التخرج المُخطط له والذي ستُلقيه ليندا توماس-غرينفيلد. وفي الأول من مايو قالت جامعة فيرمونت إنها ستكشف عن الاستثمارات في محفظة أوقافها استجابةً لمطالب الطلاب. وفي 3 مايو وافقت جامعة فيرمونت على إلغاء خطاب توماس غرينفيلد في حفل التخرج.
في 3 مايو نُظم اعتصامٌ احتجاجيٌ في حرم كاسلتون التابع لجامعة ولاية فيرمونت.

### فرجينيا
نظم مُحتجون في جامعة فرجينيا احتجاجًا في 19 أبريل. وأُقيم مخيمٌ في وقتٍ لاحقٍ في 30 أبريل. وفي 4 مايو قامت الشرطة المُزودة بمُعدات مكافحة الشغبِ، باستخدام رذاذ الفلفل، بفض المخيم في جامعة فرجينيا، واعتقلت 27 شخصًا.
وفي 26 أبريل أقام طلابٌ في جامعة ماري واشنطن مخيمًا في حديقة جيفرسون سكوير. وفي 27 أبريل اعتقلت الشرطة 12 مُحتجًا واتهمتهم بالتعدي على مُلكٍ خاص أثناء إخلاء المخيم.
وفي 26 أبريل أقام طلابٌ في جامعة فرجينيا للتقنية مخيمًا خارج مركز حياة الدراسات العليا. ودعا المُحتجون مُؤسسة فرجينيا للتكنولوجيا إلى الكشف عن استثماراتِها وسحبِها من الشركات الإسرائيلية، ونددوا بحملة تحرشٍ مُعاديةٍ للسامية قادتها مجموعة "هوكيز من أجل إسرائيل" ومُنظمة "هيلل" في جامعة فرجينيا للتقنية. وفي 28 أبريل قامت الشرطة بفض المخيمِ واعتقلت 82 شخصًا.
في 29 أبريل، أقام طلابٌ مخيمًا خارج المكتبة في جامعة فرجينيا كومونولث. وفي مساء اليوم نفسه أحاطت الشرطة المُزودة بمُعدات مكافحة الشغب بالمخيم وأطلقت الغاز المُسيل للدموع على المُحتجين السلميين لإخلاء المنطقة. واعتقلت 13 شخصًا واتهمتهم بالتعدي على ممتلكات الغير.
ونُظم احتجاجٌ في جامعة كريستوفر نيوبورت في 30 أبريل. كما نُظمت احتجاجاتٌ في جامعتَي جيمس ماديسون وأولد دومينيون في الأول من مايو.

### واشنطن
أقام حوالي 10 أشخاصٍ اعتصامًا في كلية إيفرغرين ستيت في 23 أبريل. وفي 24 أبريل نُظم احتجاجٌ في جامعة ولاية واشنطن. وفي 25 أبريل نظم طلابٌ في كلية ويتمان إضرابًا واحتجاجًا في ملعب أنكيني، ووضعوا 340 علمًا أبيض للفلسطينيين الذين قُتلوا منذ 7 أكتوبر. وأقام المُحتجون اعتصامًا في وقتٍ لاحقٍ في 3 مايو. وأقام مُحتجون اعتصامًا في جامعة واشنطن في 29 أبريل.
في الأول من مايو نُظم احتجاجٌ في جامعة غونزاغا. كما أُقيم اعتصامٌ في جامعة بوجيه ساوند. وفي 3 مايو نُظم احتجاجٌ في جامعة ولاية واشنطن في فانكوفر. وفي 6 مايو نُظم احتجاجٌ في جامعة شرق واشنطن. وفي 14 مايو، أُقيم اعتصامٌ في جامعة غرب واشنطن.

### ويسكونسن
نُظمت احتجاجاتٌ وأُقيمت اعتصاماتٌ في جامعتَي ويسكونسن - ماديسون وويسكونسن - ميلووكي في 29 أبريل.
وفي الأول من مايو، قامت الشرطة المُزودة بمُعدات مكافحة الشغب بإخلاء المخيم في جامعة ويسكونسن - ماديسون، واعتقلت 34 شخصًا. وأعاد المحتجون بناء المخيمات على الفور. وكان من بين المُعتقلين أستاذان هما سامي شالك وسامر العطعوط؛ وأُصيب العطعوط بنزيفٍ على يد الشرطة. وأُصيب ثلاثة من رجال الشرطة.
وفي الأول من مايو أيضًا، نُظمت احتجاجاتٌ في جامعتَي "ويسكونسن - غرين باي" و"ويسكونسن-ستيفنز بوينت"،  ونُظم احتجاجٌ في جامعة ماركيت في 2 مايو،  ونُظمت احتجاجاتٌ أخرى في جامعتَي "ويسكونسن - لا كروس" و"إيو كلير" في اليوم التالي.
وفي 10 مايو، وافق المُحتجون في جامعة ويسكونسن - ماديسون على تفكيك مخيمهم طواعيةً بعد أن وافقت الجامعة على زيادة الدعم للطلاب المُتضررين من الأزمات في فلسطين وأوكرانيا.
في 23 مايو أقام المحتجون مُخيمًا في جامعة لورانس.